# Geschichte und Kultur der Kel Ajjer
Die Geschichte und Kultur der Kel Ajjer (auch Kel Azjar, Kel Azger, Kel Azdjer), einer Konföderation von Tuareg im heutigen Algerien und Libyen, gilt als bedeutend in der Sahara.

## Geschichte der Kel Ajjer

### Historische gesellschaftliche Struktur

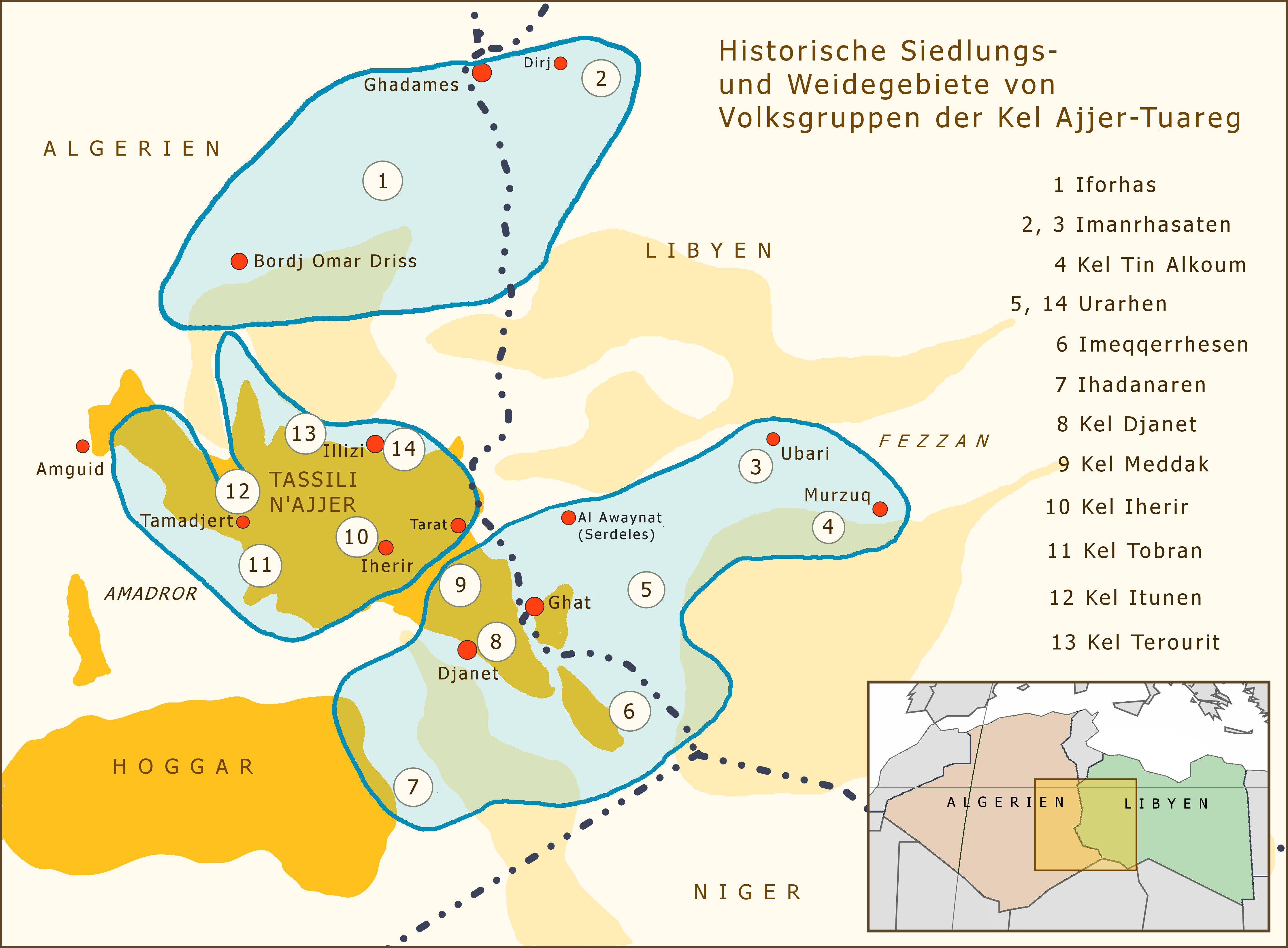
Historische Weide- und Siedlungsgebiete der Kel Ajjer-Volksgruppen

Die Gesellschaft der Kel Ajjer besaß, wie alle anderen Konföderationen der Tuareg, eine streng hierarchische Struktur. Im Folgenden ihr Aufbau und wichtige dazugehörige Volksgruppen:
- An der Spitze der Pyramide der Kel Ajjer standen die Adligen, die Ihaggaren (Imuschar, Imuhar). Sie bildeten traditionell eine Krieger-Aristokratie, gestützt auf die alleinige Kontrolle über Kamele und gewisse Waffen.[1] Sie sorgten für die Sicherheit der Volksgruppe, überwachten Feinde und schützten die Karawanen. Sie stellten den Amenokal und lebten von Kamelzucht, Karawanenhandel und den Abgaben der Vasallen.[2][3]
  - Urarhen (Uraghen, Oraghen), aufgeteilt in Kel Imirhou, Kel Arrikine, Kel Tardja. Sie waren im 19. Jahrhundert die einflussreichste Volksgruppe. El Hadj Ikhenoukhen war ein Urarhen und um 1860 Amenokal der Kel Ajjer.
  - Imenan
  - Imanrhasaten  (Imrnr'asaten, Imerassaten)
  - Ihadanaren

- Eine eigene Gruppe, in gleicher gesellschaftlicher Position wie die Adligen, bildeten die Volksgruppen mit religiösen Führern, den Korangelehrten, den Ineslimen. Sie befassten sich auch mit Justiz und Diplomatie.
  - Iforhas (Ifor'as, Ifoghas) Scheich Othman stammte väterlicherseits von den Iforhas ab, war ein Freund der Franzosen, starb 1874.[4]

- Auf der nächsten Stufe standen die Vasallen: Imrad (Imerod, Kel Ulli). Die Imrad zahlten jährlich Tribute an die Adligen in Form von Naturalien. Ab Mitte 19. Jh. begannen sie, an der Seite der Adligen zu kämpfen und eigene Raubzüge zu unternehmen.[5]
  - Kel Tobran (Kel Toubren), Vasallen der Urarhen
  - Kel Iherir (Kel Aherir)
  - Kel Tin Alkum. Freie Volksgruppe, zahlte keine Tribute. Sie flohen Anfang des 17. Jahrhunderts in kriegerischer Zeit in den Fezzan. Zurück blieb der Name der Siedlung.[6]
  - Imeqqerrhesen (Imoquarassen)
  - Kel Meddak
  - Kel Itunen (Kel Intounine). Sie war 1960 mit etwa 600 Personen die weitaus größte und die wohlhabendste Volksgruppe der nomadisierenden Kel Ajjer.[7]
  - Kel Djanet. Sie waren in drei Untergruppen aufgeteilt, die jede einen Ksar in Djanet bewohnte: Azellouaz, El-Mihan und Adjahil.
  - Kel Terourit
  - Iseggaren: Eine eigene Gruppe auf der Stufe der Vasallen, auch Haratin genannt: Oasenbauern auf gepachtetem Land, dunkelhäutig.

- Auf der untersten Stufe standen die Sklaven; Iklan (sing. Akli). Sie waren dunkelhäutig und stammten aus dem Sahel. Sie gehörten zur Familie ihres Herrn und verrichteten häusliche Tätigkeiten.

- Eine eigene Gruppe außerhalb der Hierarchie bildeten die Schmiede: Ineden. Bei den Kel Ajjer gab es nur wenige von ihnen. Als Handwerker verarbeiteten sie Metall, Holz und Leder. Sie wurden gemieden, denn sie hatten den Ruf furchteinflößender Zauberer. Die Anstandsregeln waren für sie weniger streng, sie brauchten nicht „durch die Blume“ zu reden.[8][9]

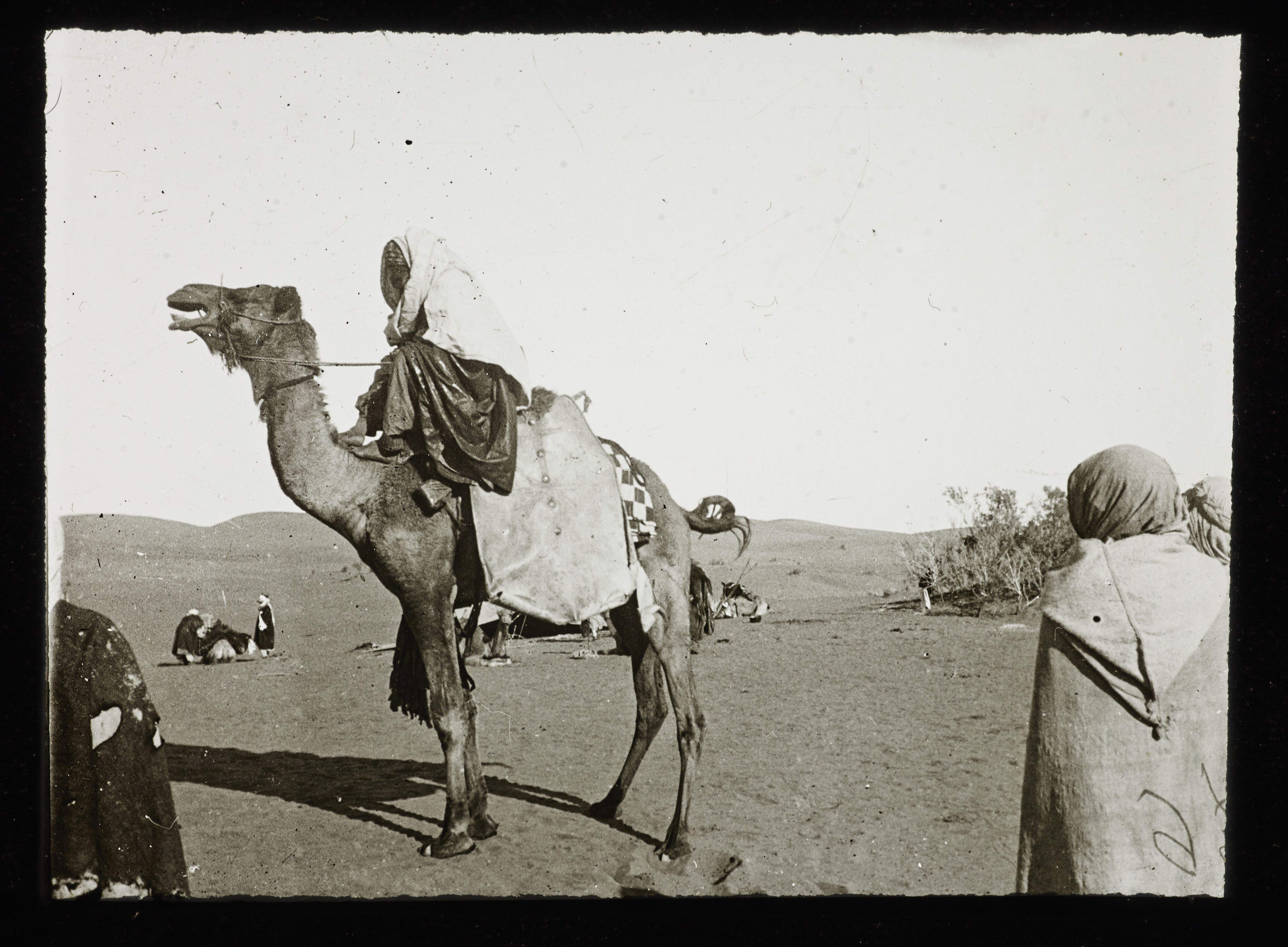
1894: Mohamed ben Ikhenoukhen, Chef einer Kel-Ajjer-Volksgruppe
1969: Junge Targia der Kel Djanet
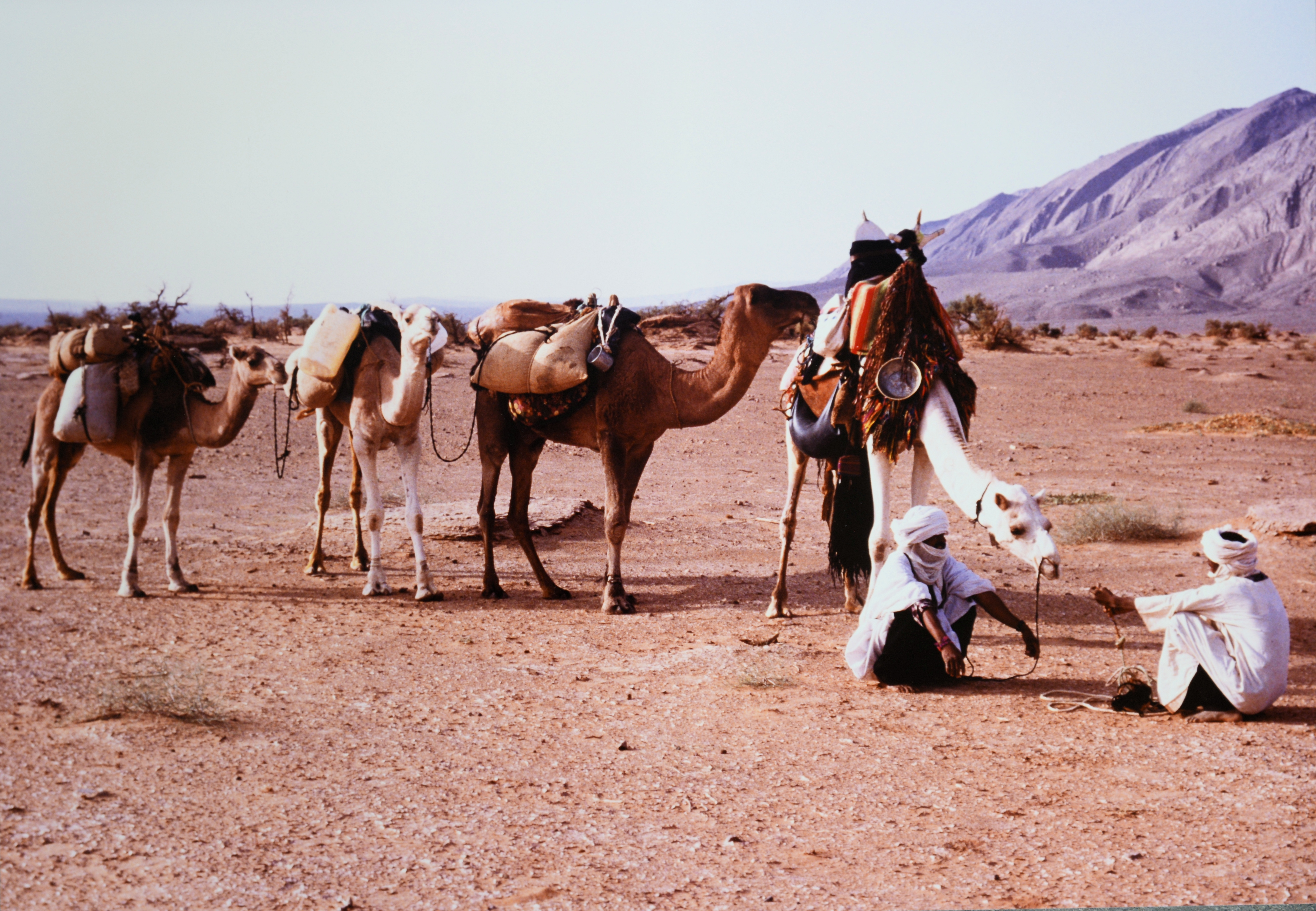
1991: Zwei Kel Terourit-Nomaden begegnen sich und tauschen Informationen aus

### Vor der Kolonisierung
Über die Herkunft der Tuareg gibt es Legenden, die von Lemtuna, der Urahnin der Berber erzählen, die in der Gegend von Ghadames gelebt haben soll.

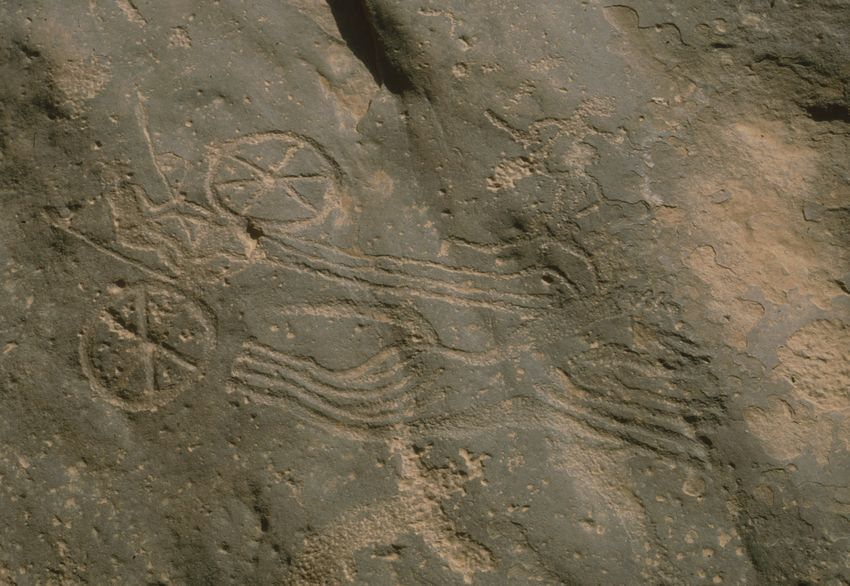
Streitwagen als Felsritzung, Oued Djerat

  Zwischen 1500 und 1000 v. Chr. drangen Völker von der Mittelmeerküste Afrikas in die Zentralsahara ein und gründeten im Fezzan das Reich der Garamanten. Sie verwendeten Pferde und Streitwagen. Diese sind auch auf Felszeichnungen im Tassili n'Ajjer abgebildet. Über das Tassili n'Ajjer wanderten sie in den Hoggar, in den Aïr und den Adrar der Iforas ein. Die Pferdeleute vermischten sich mit der einheimischen Bevölkerung zu den Tuareg.
Im 10. Jahrhundert n. Chr. traten die Tuareg zum Islam über. Im 12. Jahrhundert beschrieb der arabische Geograf Muhammad al-Idrisi das Volk der Azgar, das 18 Tagesmärsche von Ghadames entfernt lebe. Das 16. Jahrhundert dominierten nacheinander die Imenan und die Urarhen.
Aus dem 18. Jahrhundert wird berichtet, dass die Kel Ajjer vom Karawanenhandel (Transport, Eskortierung, Einzug von Wegzoll, Beraubung jener, die keinen Zoll zahlen wollten) lebten, und selbst Kamel- und Ziegenherden hielten, sowie Anbau betrieben.
Das 19. Jahrhundert war von Streitigkeiten unter den Tuareg, mit dem arabischstämmigen Volk der Chaambas, den Rezzous und Konterrezzous geprägt.

#### Kel Ajjer und Kel Ahaggar im Krieg
Um 1868 starb der Chef der Imanrhasaten, El Hadj Djebbour ag Cheikh. Um seine Nachfolge entbrannte ein Streit. Dabei ging es auch darum, welche der adligen Volksgruppen der Kel Ajjer die Vorherrschaft innehatte. Die Herausforderer waren die Urarhen.
Im Verlaufe der Streitigkeiten baten die Imenan die Kel Ahaggar um Hilfe. In der Folge gab es zwischen 1874 und 1878 mehrere Gefechte:
1874 standen bei Ghat 900 Ajjer den Ahaggar gegenüber. Bei den Kämpfen wurden die Ajjer zurückgedrängt, und diese zogen sich hinter die sichern Mauern von Ghat zurück. Die Ajjer hatten 10 Tote, die Ahaggar 3.
Die Ajjer suchten Unterstützung bei den Türken in Murzuk. Diese waren nur dazu bereit, wenn Ghat sich ihnen unterstellte. Das akzeptierten sie, und die Türken stellen etwa 400 arabische Kämpfer zur Seite. Verstärkt durch den Zuzug aus dem Fezzan, machten sich 1877 1000 Kämpfer auf den Weg in den Hoggar, in das Oued In-Dalladj, wo sie auf die Kel Ahaggar trafen. Im darauffolgenden Gefecht wurden die Ahaggar besiegt.
1877, zehn Monate später, zogen die Kel Ahaggar mit 800 Kriegern ins Gebiet der Kel Ajjer. Die ahnungslosen Ajjer wurden bei Tarat überrascht und von den Ahaggar besiegt. In der Folge gab es weitere Rezzous, auch Rachefeldzüge, mit vielen Toten und Verlusten an Leib und Gut. 1878 kam es zum Friedensschluss im Tadrart. - In der Zwischenzeit hatten sich 1875 die Türken in Ghat mit einer Garnison von 200 Mann installiert.

### Kolonisierung der Kel Ajjer
1830 wurde Algier durch die Franzosen besetzt. Im Laufe der nächsten 14 Jahre stießen sie bis zu den ersten großen Oasen am Nordrand der Sahara vor. Im Jahr 1858 setzte Marschall Randon, der Generalgouverneur der Kolonie Algerien, das Ziel, die Kolonialgebiete in Nordafrika mit jenen im Sudan (heute Sahel) mit Transsahararouten zu verbinden. Vorerst sollte das auf friedlichem Weg erfolgen. Damit trat Frankreich in einen Wettstreit mit England um die Kolonisierung Afrikas.
Noch 1858 übertrug Randon Bou Derba, einem einheimischen Dolmetscher der Armee und Moslem, den Auftrag, eine Erkundungsreise bis nach Ghat zu unternehmen. Unterwegs traf dieser auf Scheich Othman, den Anführer der Iforhas. Er ermöglichte es Bou Derba, unter seinem Schutz unbehelligt über Ghadames nach Ghat zu reisen. Damit war er Wegbereiter für weitere Erkundungsreisen. Die wichtigste war jene von Henri Duveyrier, der 1860/61 im Land der Kel Ajjer weilte, geografische, naturwissenschaftliche und ethnologische Studien betrieb und Scheich Othman als Freund gewann - 1862 wurde Scheich Othman nach Frankreich eingeladen. Dabei wurde er auch Kaiser Napoleon III vorgestellt. Große Erwartungen wurden bei der französischen Handelskammer geweckt. Man erhoffte sich sichere Handelsrouten von Algier durch das Land der Tuareg in den Sudan.
Doch ab 1870 schloss sich das kurze Zeitfenster der Öffnung der Sahara für Europäer wieder. Es gab Widerstand gegen die Kolonisierung, und es brachen Konflikte unter den Volksgruppen aus. Victor Largeau, einer der französischen Erkundungsreisenden, schrieb etwa 1877:

„Unter normalen Umständen könnte sich kein Forscher heute einen Weg südlich des 30. Breitengrads bahnen. Daher ist es notwendig, militärische Expeditionen durchzuführen.“

#### Erste Expedition Flatters

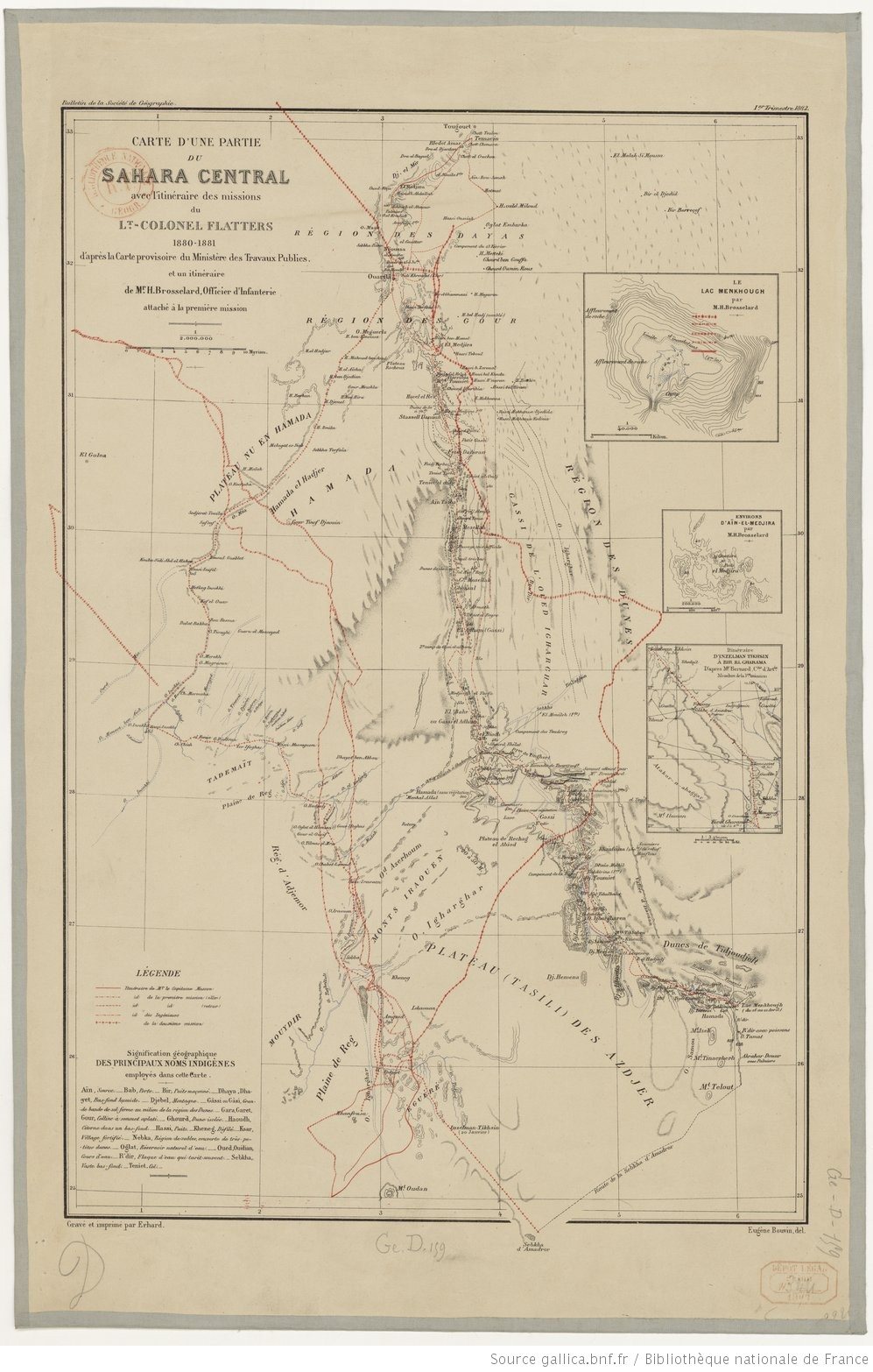
Route der ersten Expedition Flatters

1880 startete der französische Oberst Paul Flatters die erste Expedition Flatters, mit dem Auftrag, eine mögliche Route für die geplante Transsahara-Eisenbahnstrecke zu erkunden. Am 4. März verließen sie Ouargla. Nachdem sie den Östlichen Großen Erg durchquert hatten, stießen sie ins Gebiet der Kel Ajjer vor, von denen sie eine Durchgangsgenehmigung erhalten wollten. Am 12. April trafen sie auf eine Delegation der Chefs einiger Volksgruppen der Kel Ajjer. Henri Brosselard, einer der Offiziere der Expedition, schrieb in seinem Bericht über die Kel Ajjer:

„Die Tuareg sind hochgewachsen, kräftig und geschmeidig, von energischem Auftreten". ...  "Sie sehen wirklich imposant aus und erinnern an die fahrenden Ritter des Mittelalters. Darüber hinaus ist ihr Aussehen alles andere als beruhigend, und wenn man sie einmal gesehen hat, versteht man den Respekt, gemischt mit Angst, den sie bei ihren Freunden, den Chambaas, hervorrufen, und die Legenden, deren Helden sie sind.“

Doch auch die französische Seite versuchte, die Tuareg zu beeindrucken. Auf Wunsch der Tuareg, wie es im Bericht heißt, beauftragte der Oberst Hauptmann Brosselard mit der Vorführung ihrer Gewehre. Dabei steigerte er erfolgreich die Schussdistanz bis auf 1000 Meter.
Doch was die Durchgangsrechte betraf, konnten die Anführer nur für ihre eigenen Volksgruppen sprechen. Deshalb wurde ein Treffen mit dem Amenokal der Kel Ajjer, El Hadj Ikhenoukhen vereinbart. Am 16. April erreichten sie den vereinbarten Treffpunkt, aber er erschien nicht. Nach einigen Tagen, als auch eine Gruppe von Tuareg sie bedrohte, entschied Flatters, dass die Expedition auf dem gleichen Weg nach Ouargla zurückkehrte.  -  Im Dezember gleichen Jahres startete die zweite Expedition Flatters. Diesmal sollte der Weg direkt in den Süden führen, über das Gebiet der Kel Ahaggar im Hoggargebiet, obwohl er von den Ahaggar gewarnt worden war, dass er nicht willkommen sei. So endete die Expedition in einem Desaster.

#### Die Osmanen und die Sanusiya
In der zweiten Hälfte des 19. Jh. entwickelte sich im Süden Libyens die Sanusiya-Bruderschaft zu einer wichtigen religiösen und politischen Kraft. Zu Beginn des 20. Jh. war Ghat eines ihrer religiösen Zentren. Die Senussi waren dort auch politisch einflussreich, obwohl die Stadt nominell noch bis 1911 zum Osmanischen Reich gehörte. Die Bewohner von Ghat und ein Teil der Kel Ajjer sympathisierten mit ihnen, vor allem Scheich Amoud Ag El Mokhtar, letzter Chef der Volksgruppe der Imenan. Er wurde der Vertreter der Sanusiya in Djanet und stellte sich vehement gegen die Kolonisierungspläne der Franzosen.

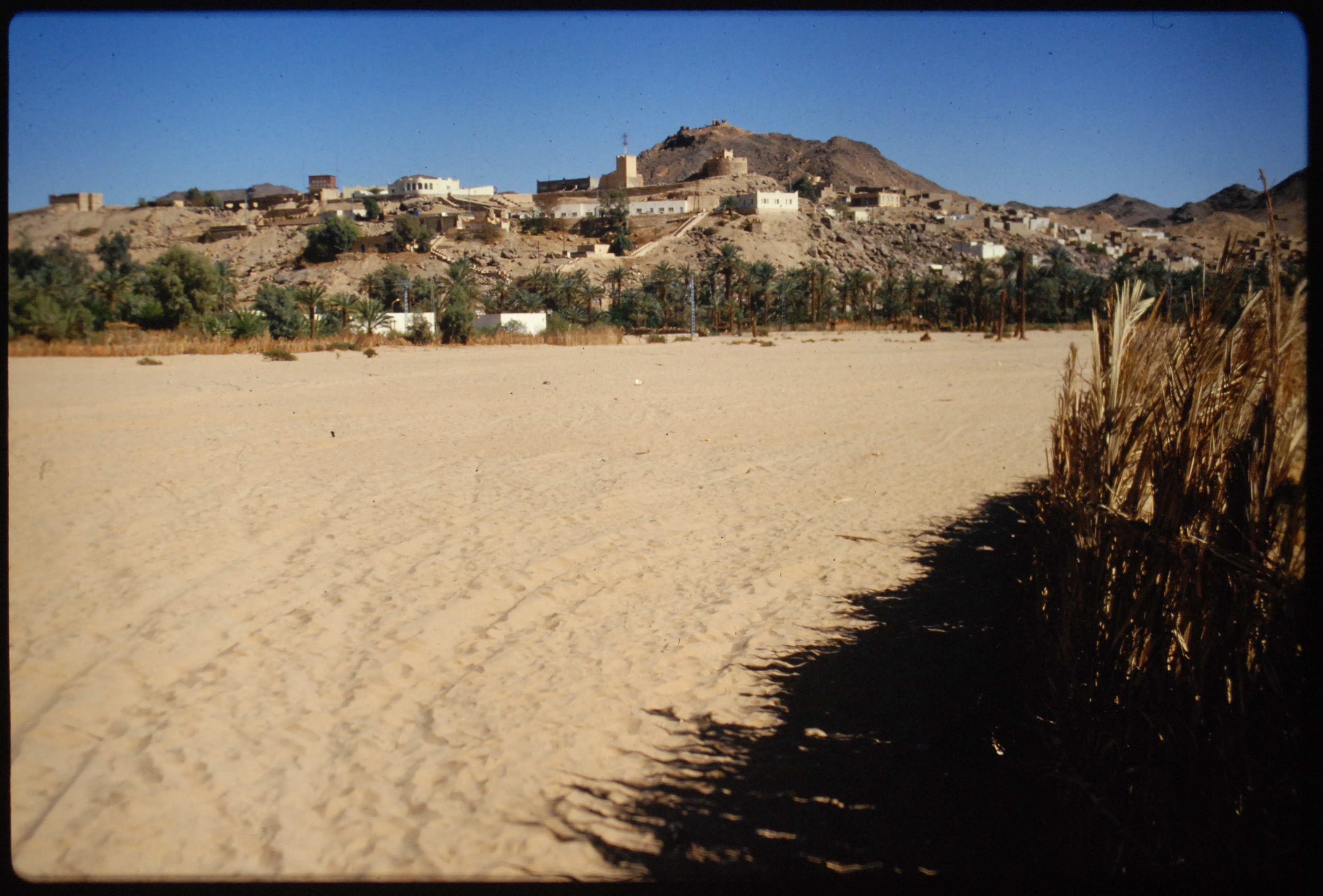
Djanet mit dem ehemaligen Fort Charlet
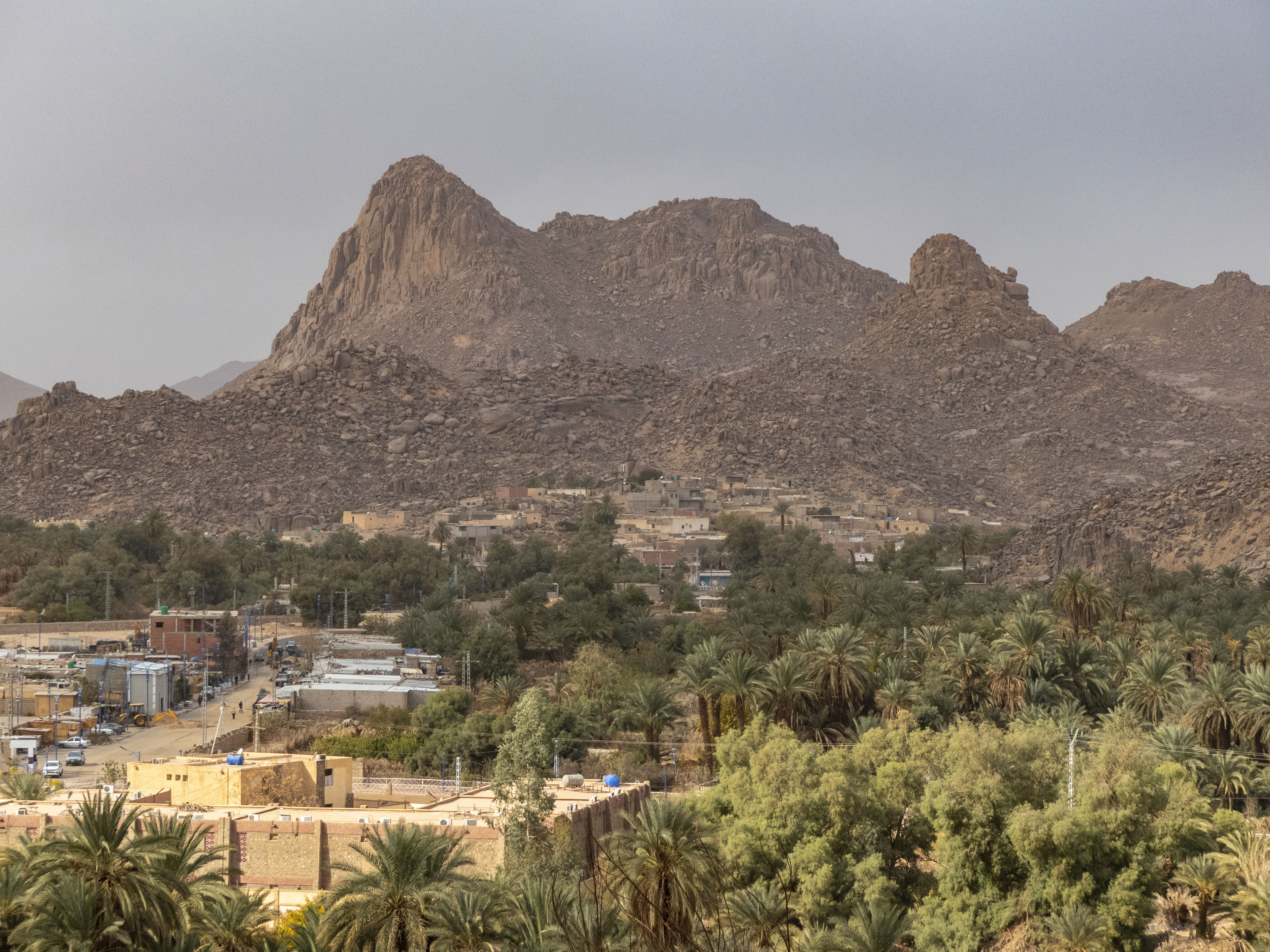
Djanet: im Hintergrund der Ksar von Azelouaz
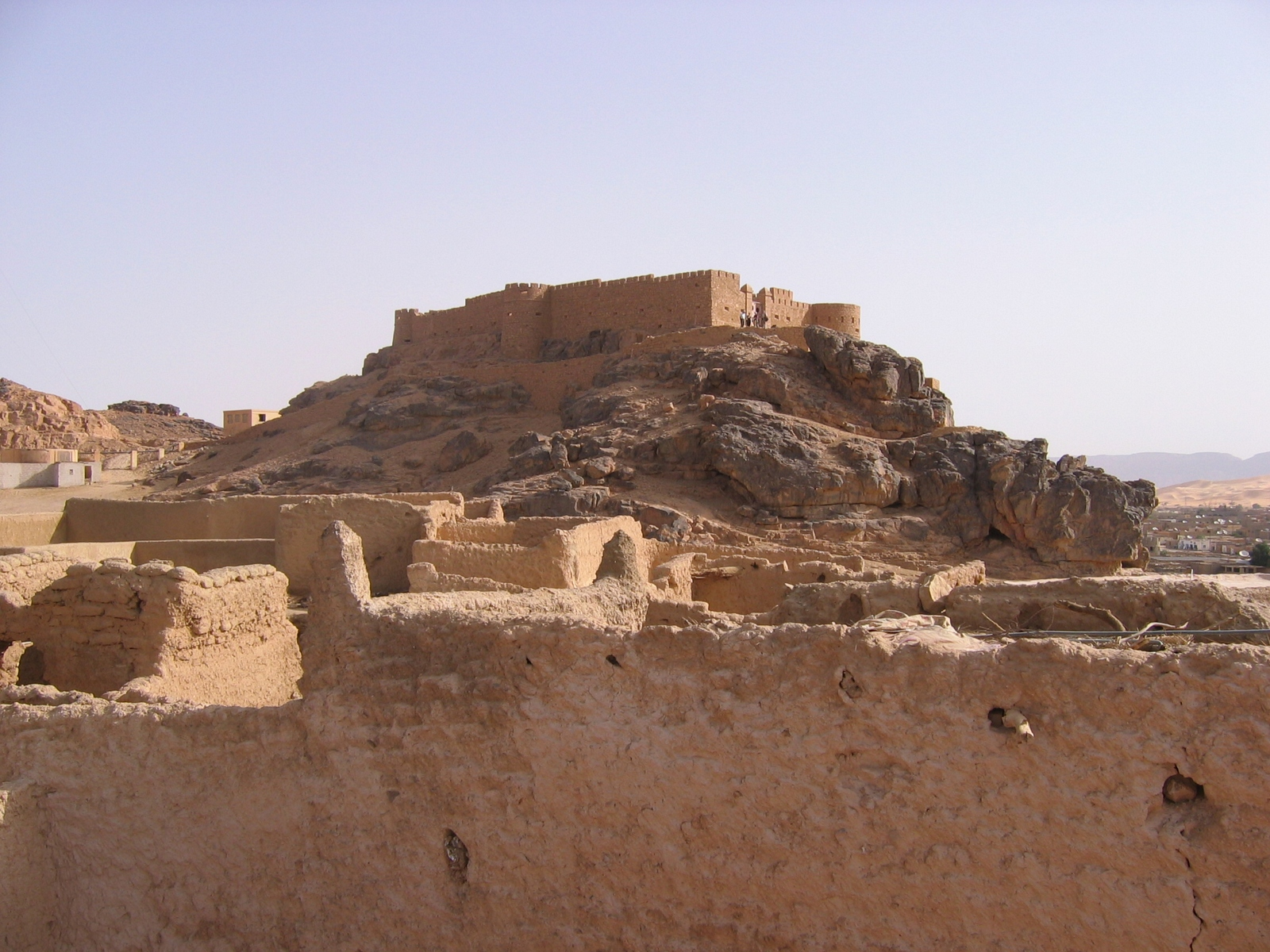
Das Fort von Ghat, 1930 von der italienischen Kolonialmacht erbaut
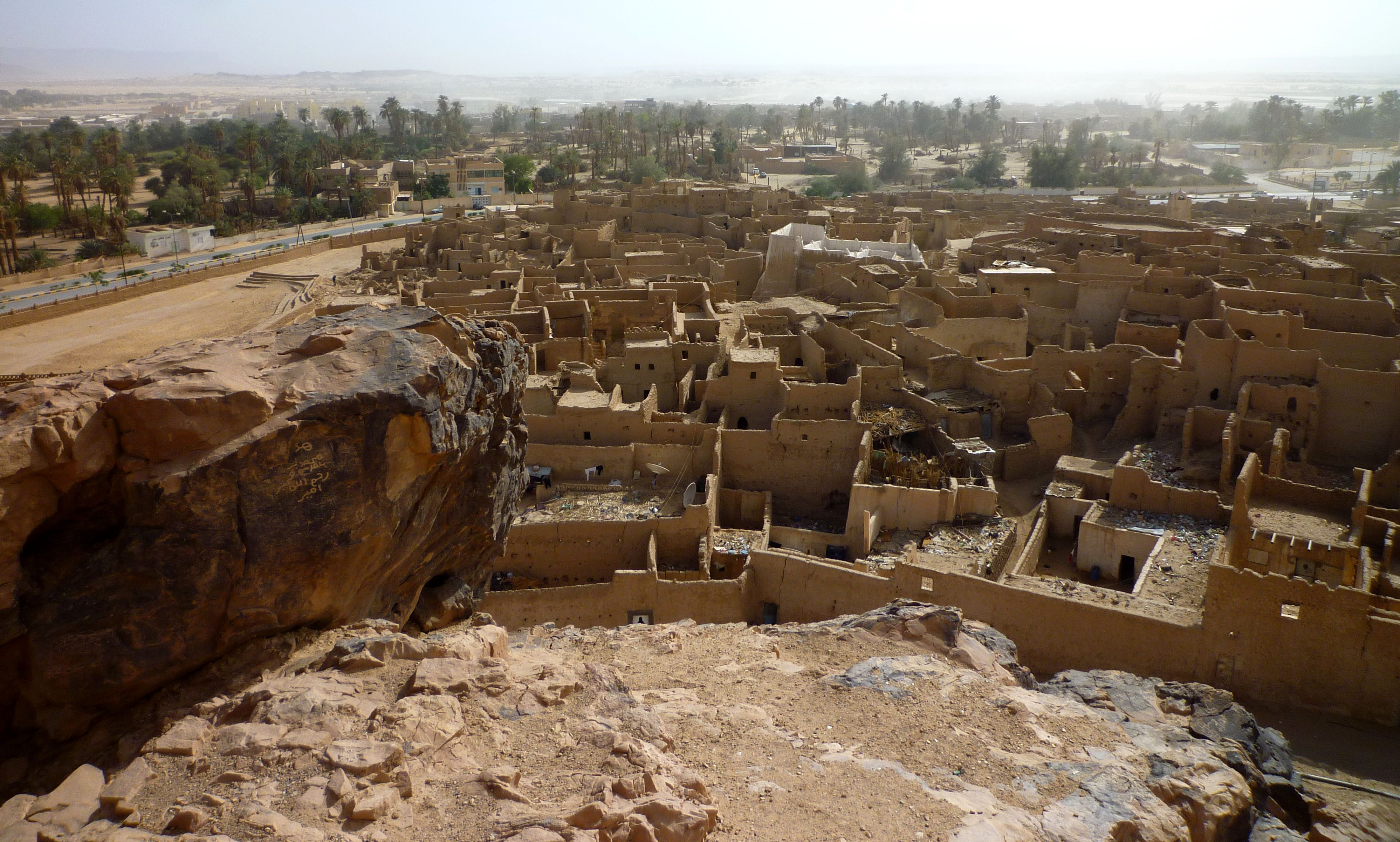
Ghat: Altstadt, Sicht vom Fort
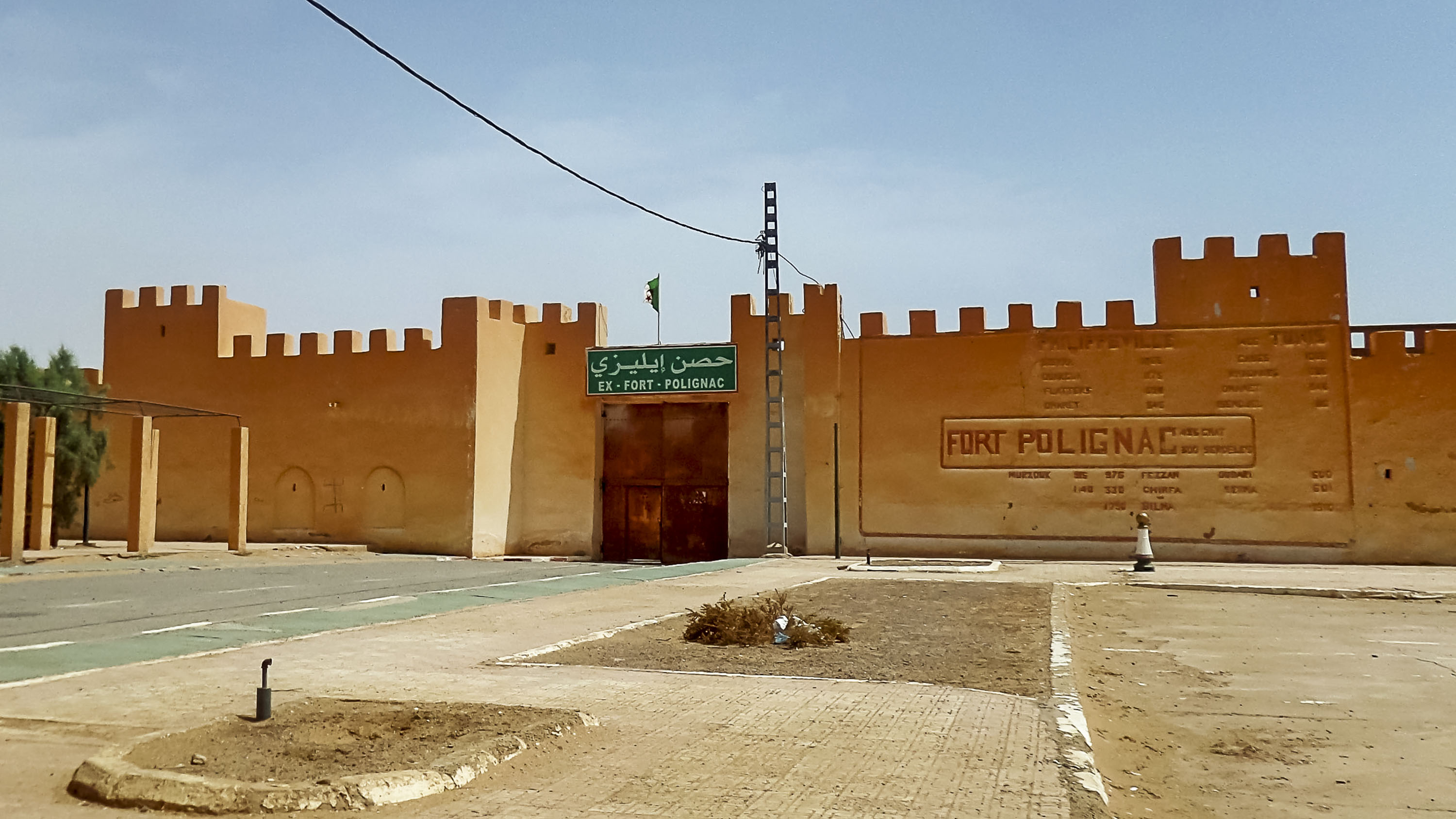
Fort Polignac, heute am Stadtrand von Illizi

#### Die Franzosen im Gebiet der Kel Ajjer
Ende Dezember 1899 besetzten die Franzosen definitiv die Oase In Salah. Dies beunruhigte die Kel Ahaggar, und als Folge davon zogen einige ihrer Volksgruppen nach Osten ins Gebiet der Kel Ajjer und in den Fezzan. Sie wollten sich eher den Türken unterstellen als den Franzosen. Zusammen mit Anführern von Kel Ajjer-Volksgruppen baten sie den Pascha in Tripolis um Waffen und Unterstützung und begannen später mit Rezzous in Gebieten, in denen sich die Tuareg unter französischen Schutz gestellt hatten.

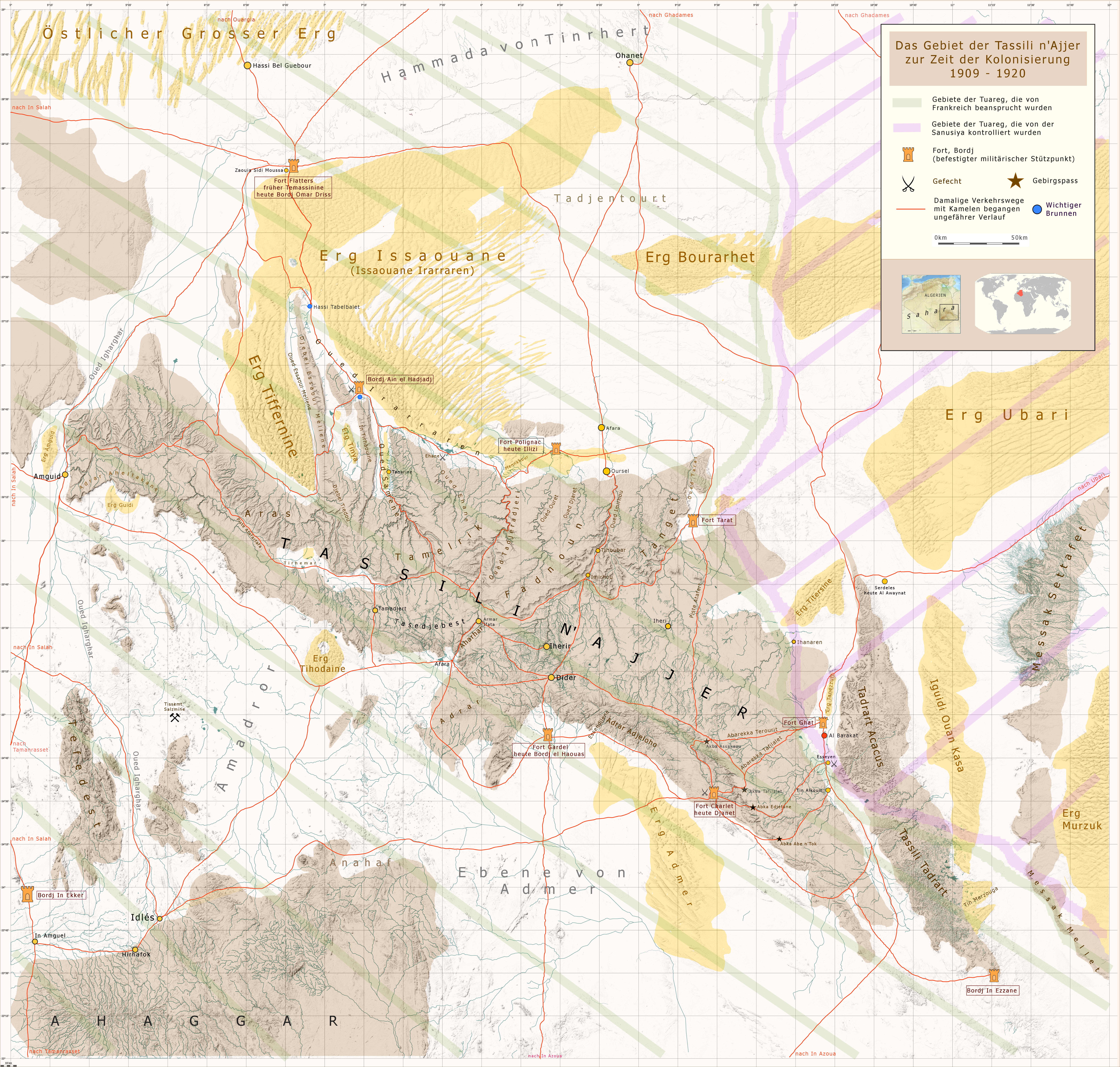
Situationskarte Tassili n'Ajjer und Umgebung 1909–1920

Ende Juni 1903 traf der französische Hauptman Pein mit einem Goum in Temassinine (heute Bordj Omar Driss) ein. Anschließend rückten sie bis nach Tarat vor, einer Siedlung östlich von Illizi. Aber die Tuareg vermieden eine Konfrontation. - 1904 wurde bei Temassinine das französische Fort Flatters erbaut. Im Sommer und Herbst 1904 führten die Chaambas, mit französischer Billigung, mehrere Rezzous bei den Kel Ajjer und bis in den Fezzan durch und entführten mehr als 1000 Kamele. - Am 10. Dezember 1904 verließ der französische Hauptmann Touchard mit einem Goum von 200 Meharisten Temassinine und begab sich ohne Zwischenfälle bis nach Tarat. Dort traf er auf Anführer von drei Volksgruppen der Ajjer, die sich den Franzosen unterstellten. Anschließend überquerte die Mission Touchard das Plateau des Tassili n'Ajjer über Iheri und gelangte am 19. Januar 1905 ohne Widerstand nach Djanet, das Touchard als erster Europäer betrat. Die Bewohner waren verängstigt, widersetzten sich aber nicht. Ihr Anführer, Sultan Amoud, war abwesend. Auf dem Rückweg wurden Detachemente ausgeschickt, um Diebstähle von Kamelen und Waffen aufzuklären, was zu Beschlagnahmungen führte.
Die Osmanen protestierten über diplomatische Kanäle gegen dieses Vorgehen und erhoben Anspruch auf Djanet. Der Grenzverlauf zwischen dem Osmanischen Reich und der französischen Kolonialmacht war im Bereich südlich und nördlich von Ghat bis nach Ghadames noch strittig.
Bis Ende 1911 gab es immer wieder Rezzous, auch solche mit mehr als 100 Teilnehmern, die von den Franzosen resp. den Türken gebilligt oder toleriert wurden, wenn sie der Gegenseite schadeten. Sie selber waren mit ihren Truppen allermeist nicht beteiligt, verfolgten aber die feindlichen Teilnehmer auf ihrem Gebiet. - Die Franzosen waren in dieser Zeit mit kleineren Trupps im Tassili n'Ajjer unterwegs, um zu vermitteln, aber auch, um Präsenz zu zeigen. Ihnen war bewusst, wenn sie hart durchgriffen, würden sich viele Volksgruppen auf türkisches Gebiet zurückziehen. Währenddessen versuchten auch die Türken, die Sanusiya und Scheich Amoud, Ajjer-Volksgruppen unter ihren Einfluss zu bringen.
Im Frühling 1908 besuchte Oberst François-Henry Laperrine, Kommandant der französischen Saharatruppen, das Gebiet der Kel Ajjer, um sich ein Bild von der Lage zu machen. Im Oued Ilezi bestimmte er den genauen Ort des künftigen Fort Polignac, mit dessen Bau begonnen und der im November 1909 abgeschlossen wurde. Er entschied auch, dass Volksgruppen, die sich den Franzosen nicht unterstellen wollten, nicht mehr in ihre Gebiete zurückkehren durften, um z. B. Weidegebiete zu nutzen oder die Dattelernte auf ihren Besitztümern durchzuführen. Im Juli 1909 drang ein französisches Kontingent unter Hauptmann Niéger ohne Widerstand nach Djanet vor und verlangte, dass auf den verschiedenen Ksur die türkische Flagge entfernt wird. Doch die Kel Djanet wollten sich nicht den Franzosen unterstellen, denn für sie blieb Sultan Amoud ihr Anführer. Dieser zeigte sich wieder nicht. Zwei Jahre später, im November 1911, besetzen die Franzosen unter Hauptmann Charlet aufs neue Djanet. Die Bewohner verhielten sich wohlwollender als beim letzten Besuch. Anstelle der Zaouia der Sanusiya wurde ein Bordj auf dem Hügel erbaut und anschließend besetzt.

### Die „heroische“ Zeit 1913–1920

#### Das Gefecht bei Esseyen
Im Frühjahr 1913 verbreitete sich in Djanet das Gerücht, in der Region von Ghat gäbe es eine Truppenansammlung, es würde ein Angriff auf Djanet vorbereitet. Aber die französischen Militärs fanden keine Bestätigung dafür. Im März war Leutnant Gardel mit einem Detachement von etwa 45 Meharisten und zwei französischen Unteroffizieren auf ihren Reitkamelen auf dem Weg nach Süden, zum französischen Bordj In Ezzane. Unterwegs erhielt er die Meldung, dass der Truppenaufmarsch bei Ghat existiere und er darüber Erkundigungen einholen soll. Am 7. April erreichte die Formation Tin Alkoum und rückte bis Esseyen vor. Am folgenden Tag meldete am Mittag ihr Spähtrupp, dass eine feindliche Abteilung von etwa 300 Mann in ihre Richtung vorrücke. In der Folge kam es zu einem erbitterten Gefecht in den dortigen Dünen. Die Kämpfer Amouds waren, neben ihrer Überzahl, auch im Vorteil, weil sie über die besseren Gewehre verfügten und reichlich Munition besaßen. Sie hatten das französische Kontingent bald eingeschlossen und ihre Kamele erschossen. Der Schusswechsel hielt bis in die Nacht hinein an. Gardel schickte einen Targi durch die feindlichen Linien nach Djanet mit der dringenden Bitte um Unterstützung.
Am nächsten Morgen sahen die französischen Kräfte in der Ferne Verstärkung ihrer Gegner heranrücken. Da wagte Gardel einen Verzweiflungsangriff mit aufgesetzten Bajonetten. Ihre Gegner wurden vom wilden Kampfesmut überrascht, ihre Schüsse trafen nicht und sie flohen. Im anschließenden Gemetzel gab es zahlreiche Tote und Verwundete auf Seiten Amouds. Seine Krieger wurden von den Gegnern verfolgt, zurück blieben 47 Tote, die Sieger vermeldeten zwei Tote und zehn Verwundete. Der anschließende Fußmarsch der französischen Kräfte mit den Verwundeten über das Tassili n'Ajjer war schwierig. Sie wurden aber von der Hilfstruppe mit Hptm. Charlet eingeholt und unterstützt. - Später wurde Gardel für seine Verdienste mit dem Orden der französischen Ehrenlegion ausgezeichnet, alle seine Untergebenen mit militärischen oder kolonialen Auszeichnungen.

#### Kriegerische Aktionen 1916 bis 1920
Drei Jahre später, im Frühjahr 1916, hatte Sultan Amoud mit Hilfe der Senussi wieder eine erhebliche Kampftruppe, französische Quellen sprechen von mehreren hundert Mann, in Ghat versammelt. Darunter waren auch desertierte Meharisten. Am 6. März erreichten sie Djanet und belagerten dort das Fort Charlet. Es wurde vom französischen Unteroffizier Lapierre und 44 Goumiers verteidigt. Das Fort stand 18 Tage unter dem Feuer einer Kanone, die die Senussi 1914 von den abziehenden Italienern erbeutet hatten, und die erhebliche Schäden verursachte. Am 20. März wurde ihr einziger Wasserzugang zerstört, und die in Fort Polignac angeforderte Hilfstruppe war noch nicht eingetroffen.
In der Nacht vom 24. März gelang ihr zweiter Ausbruchsversuch. Sie flohen in die Berge, wo sie eine Wasserstelle suchten. Amouds Truppen besetzten das Fort und schickten Aufklärungstrupps auf die Suche. Die französische Hilfstruppe erreichte Djanet, aber weit in Unterzahl, zog sie sich wieder zurück. - Unterwegs verlor Lapierre immer mehr seiner Leute, die desertierten. Mit den letzten sechs Chaambas wurde er gefangen genommen. - Im Mai gleichen Jahres (1916) nahm die französische Kolonne Meynier mit 1000 Mann Djanet wieder ein. Im Juni aber wurde es wieder aufgegeben. Dieser Außenposten der französischen Kolonialarmee war zu abgelegen, die Versorgung nicht gewährleistet. Scheich Amoud zog wieder in Djanet ein und versuchte weiterhin, mit Überfällen, Raubzügen und Gefechten die französische Kolonialmacht zurückzudrängen, was ihm und seinen Tuareg vorübergehend gelang.
Brahim ag Abakada war ein anderer Anführer von Kel Ajjer-Volksgruppen. Sein Vater war ein Urarhen von den Kel Imirhou. Brahim hatte großen Einfluss auf die Kel Ajjer im Gebiet zwischen dem Oued Imirhou (westlich von Tarat) und Aharhar (westlich von Iherir). Brahim opponierte gegen die Einflussnahme der Sanusiya und anerbot sich den Franzosen, mit seinen Tuareg gegen die Sanusiya zu kämpfen. Doch seine Bedingungen waren für diese nicht akzeptabel. Als Reaktion darauf bekämpfte er mit seinen Leuten die französischen Truppen mit zahlreichen Entführungen und Überfällen. So kam es im Februar 1917 zu einem Gefecht bei Ain el Hadjadj im Oued Irarraren, 125 km nordwestlich von Illizi, bei dem die französischen Kräfte hart bedrängt wurden und schwere Verluste erlitten. Als Folge davon zogen sich die Franzosen aus der Region des Tassili n'Ajjer zurück. - Im Oktober 1918 folgte eine sogenannte Befriedungsaktion der französischen Kolonialtruppen, bei denen Tuareg der Kel Ahaggar als Meharisten sowie Goumiers beteiligt waren. Ziel war, durch eine Machtdemonstration die aufständischen Kel Ajjer zur Kooperation zu bewegen und sich „dem französischen Frieden“  (La paix française) zu unterstellen. Djanet wurde dabei wieder zurückerobert. - Ende Februar 1919 kam es zu einer Vereinbarung zwischen Brahim und den Franzosen, worin dieser sich mit seinen Tuareg unter französisches Kommando stellte. Diese verliehen ihm den Titel des Amghar der Imrad der Tassili.

#### Ende der Kampfhandlungen
Im Juli 1920 war eine französische Militärkolonne, zusammengesetzt aus Goumiers sowie Kel Ahaggar-Tuareg unter der Führung von Moussa Amastane, dem Amenokal der Kel Ahaggar, unterwegs im Tassili n'Ajjer-Gebiet und eroberte am 20. Juli definitiv Djanet. Die Truppen Amouds zogen sich ins Gebirge zurück, wurden aber von 140 Meharisten und 30 Goumiers unter dem Kommando eines französischen Unteroffiziers verfolgt. Im schluchtartigen Gelände unterhalb des Assakao-Passes, nördlich von Djanet, kam es zum Gefecht. Die 250 Ajjer wurden besiegt und ließen 27 Tote zurück, die Sieger verloren 10 Mann.
Gegen Ende 1920 war der Widerstand der Kel Ajjer gegen die französische Besetzung zusammengebrochen, die für beide Seiten „heroische“ Zeit zu Ende. Heroisch, weil sie von vielen sehr harten Kämpfen geprägt wurde. - Diese Epoche führte zu zahlreichen Gedichten und Liedern der Tuareg, aber auch zu französischen Romanen und Filmen, in denen ihre Helden in die Geschichte eingegangen sind. - Scheich Amoud hatte sich nach Libyen zurückgezogen. Seine Besitztümer in Djanet hatte er aufgegeben. Er lebte nun in der Nähe von Ubari, wo er Gärten besaß, und starb dort 1927.
Amoud hatte sich die Verhinderung der Kolonisierung der Tuareg auf sein Banner geschrieben. Gründe für sein Scheitern waren, dass die nördlichen Tuareg geschwächt waren von internen Kämpfen in den letzten Jahrzehnten, ebenso von Dürrejahren (ab 1911) und Heuschreckenschwärmen (1914), jeweils gefolgt von Hungersnöten. Ein weiterer Grund war, dass sich die Anführer der Volksgruppen, auch jene der Kel Ajjer, nicht für ein gemeinsames Vorgehen entschließen konnten. So kamen die Franzosen mit dem Prinzip Teile und Herrsche zum Erfolg.

### Die Kolonialzeit
In der Wendezeit des 19./20. Jahrhunderts waren die Tuareg aufgeteilt in sieben Konföderationen, von denen eine die der Kel Ajjer war. Jede der Konföderationen hatte einen Amenokal als obersten Anführer, beraten von einem Rat der Ältesten (Amghar) aus den einzelnen Volksgruppen.  Die französischen Kolonialbehörden stellten fest, dass eine wichtige Ursache der Rebellion der Tuareg darin bestand, dass sie die Autorität der traditionellen Führer zu untergraben versuchten. Deshalb, und weil sie keine nennenswerten ökonomischen Interessen in diesen Gebieten hatten, beließen sie die gesellschaftlichen Strukturen der Tuareg, setzten sie aber unter die französische Oberherrschaft. Das hatte allerdings zur Folge, dass der Status der Sklaven (Akli) dadurch nicht verbessert wurde, obwohl die Sklavenhaltung von der Kolonialverwaltung offiziell schon 1905 abgeschafft worden war und dies schon im 19. Jh. als ein Argument für die Kolonisation von Afrika benutzt wurde.
Doch auch so gab es ab 1920 einschneidende Veränderungen, die den Kel Ajjer zeigten, dass sie nicht mehr Herr ihres Schicksals waren: Unkooperative Anführer wurden von den
Franzosen ersetzt, manche Volksgruppen wurden durch Staatsgrenzen gespalten, Weidegebiete gingen verloren oder wurden eingeschränkt, Karawanenhandel und Grenzüberschreitungen wurden kontrolliert, Steuern und Abgaben wurden erhoben, Rezzous verboten. Viele Kamele wurden von den Kolonialtruppen requiriert. So wurde es für die Nomaden schwierig, ihr Leben zu organisieren. - Wenn die Tuareg mit den Anordunugen der Kolonialverwaltung nicht einverstanden waren, versuchten sie diese zu umgehen. Als jene zum Beispiel verlangten, dass ein gewisser Prozentsatz der Kinder in die Schule geschickt werden müsse, schickten sie die Kinder ihrer Sklaven.
Als eine Erwerbsmöglichkeit bot sich an, dass junge Nomaden, oft Krieger, erfahrene Rezzou-Teilnehmer, in der Kolonialarmee als Meharisten dienten. Meistens bestand ihre Arbeit im Überwachungs- und Polizeidienst. Sie hatten ein regelmäßiges Einkommen, konnte ihr Wissen und ihre Kenntnisse einbringen und genossen ein gewisses Prestige. Ab 1930 gab es auch motorisierte Einheiten. Nach 1945 leisteten sie auch grundlegende medizinische Hilfe, inspizierten Brunnen und berichteten über den Zustand der Weiden sowie der Gärten in den Oasen.

#### Wirtschaftliche Situation
Dass die meisten Tuareg während der Kolonialzeit am Rande des Existenzminimums lebten, kann aus der Beschreibung von Dominique Petit, französischer Offizier in der Meharistenkompagnie Ajjer in den Jahren 1956 bis 1958, herausgelesen werden. Er schrieb damals an seine Tante:

„Fort-Gardel (heute Bordj el Haouas) ist insofern ein privilegierter Ort, als es dort sieben Brunnen gibt, etwa 30 Einwohner, die spärliche Gärten bewirtschaften, und auch einige Flächen, auf denen Kamele weiden. Die Gegend ist sehr arm, wie die gesamte Region des Tassili n'Ajjer.“

#### Befreiungskrieg 1954 – 1962
Während des algerischen Befreiungskriegs von 1954 bis 1962 waren die Tuareg nicht in den Reihen der Untergrundkämpfer.  Es gab aber 1957 auch auf ihrem Gebiet ein Gefecht, wieder bei Esseyen (auch Issine genannt), südlich von Ghat. - Ein Grund für die Passivität der Tuareg war, dass in den letzten Jahren ihre Lebensbedingungen, insbesondere jene der Meharisten, durch die Kolonialbehörden verbessert worden waren. Zudem war die Perspektive, inskünftig von den Arabern des Nordens regiert zu werden, kein Grund für ein Engagement.

### Nach der Kolonialzeit

#### Anpassung an die neuen Verhältnisse
Die erste Regierung des unabhängigen Algeriens proklamierte den islamisch-arabisch-sozialistischen Einparteienstaat. Die Folgen für die Tuareg waren schwerwiegend. Sie, wie alle Berber, sollten in den Staat integriert („in Algerien gibt es nur Algerier“) und die Nomaden sesshaft gemacht werden. Unkontrollierte Grenzüberschreitungen wurden verboten und ab 1974 grenzüberschreitender Handel an eine Lizenz gebunden. Da die Tuareg kaum zu Lizenzen kamen, betrieben sie den Handel mit Schmuggel, was oft tragisch endete.
Das Klassensystem der Tuareg war unvereinbar mit der sozialistischen Idealgesellschaft. Die Sklaven (Iklan) wurden deshalb befreit. Sie waren sich an harte körperliche Arbeit gewöhnt und konnten sich bald selbst erhalten. Oft arbeiteten sie im Straßen- und Hochbau, in der Verwaltung, bei der Herstellung von Leder- und Korbwaren. Die Vasallen (Imrad) betrieben weiterhin Viehzucht und -handel (Kamele, Ziegen, Schafe) oder arbeiteten im Gartenanbau (Oasenwirtschaft in Djanet, Illizi und Iherir), auf Erdölfeldern (gerne als Lenker von Kraftfahrzeugen). Die Schmiede (Ineden) reparierten Maschinen und Fahrzeuge und stellten handwerkliche Geräte und Schmuck her. Am schlechtesten erging es den Adligen, die die körperliche Arbeit mieden. Lohnarbeit war für viele von ihnen eine große Einschränkung der persönlichen Freiheit. Später wurden sie Funktionäre in Verwaltungsgremien oder arbeiteten im Bank- und Handelssektor.

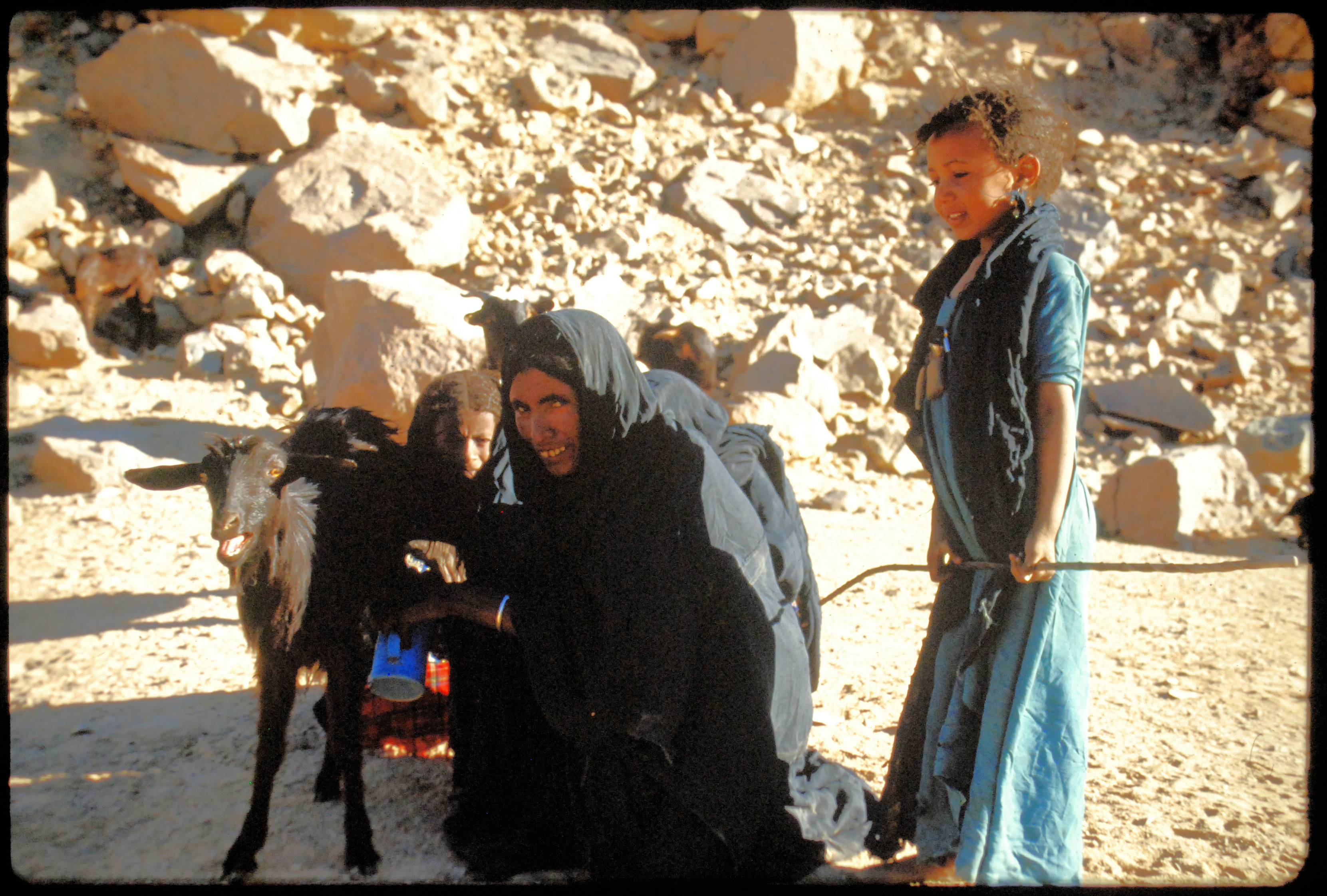
1986: Targia beim Ziegenmelken bei ihrem Nomadenlager am Fuss des Tassili n'Ajjer
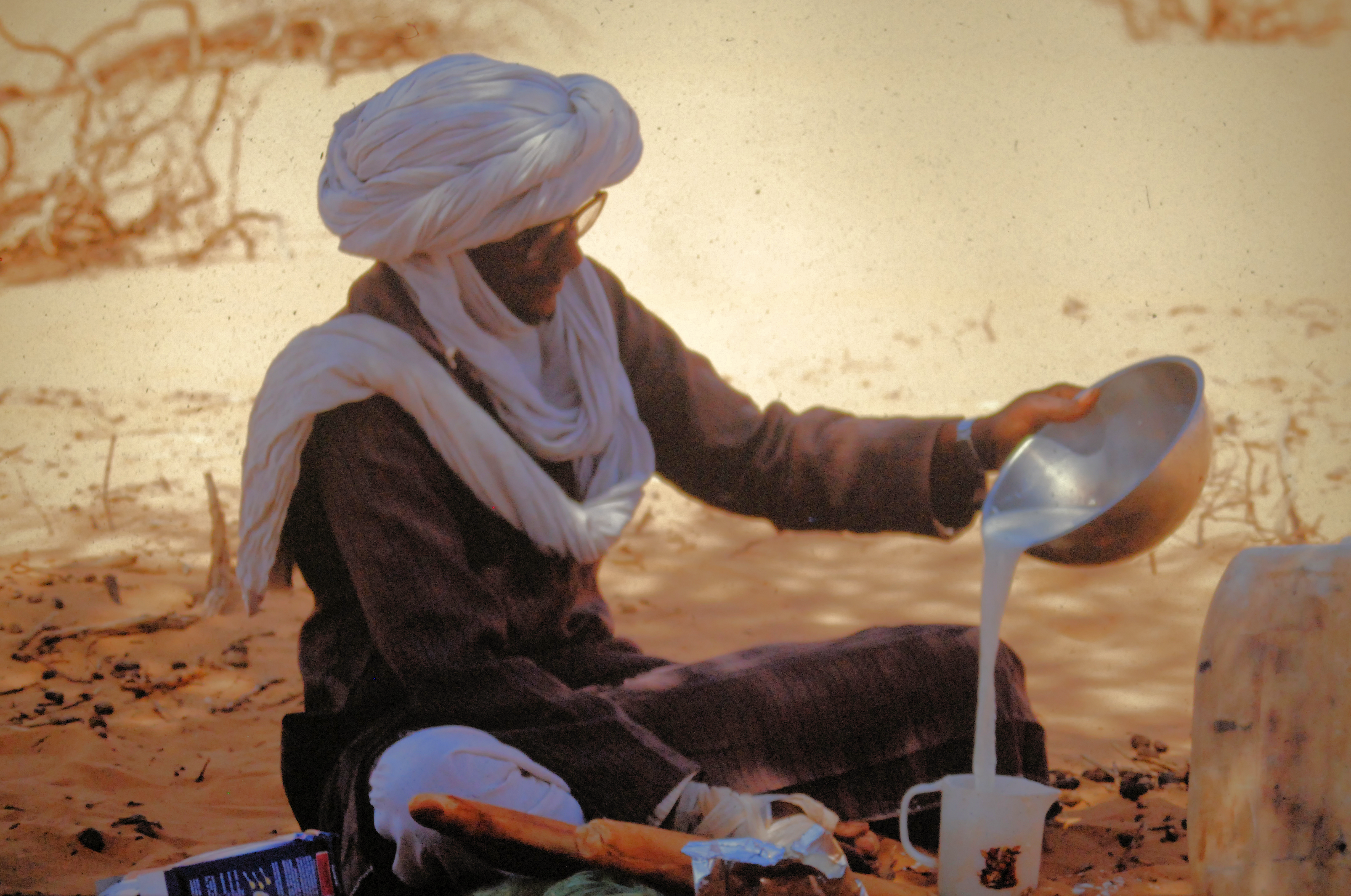
1989: Ehemaliger Akli der Kel Ajjer, Taxiunternehmer, beim Mittagshalt im Oued Irarraren
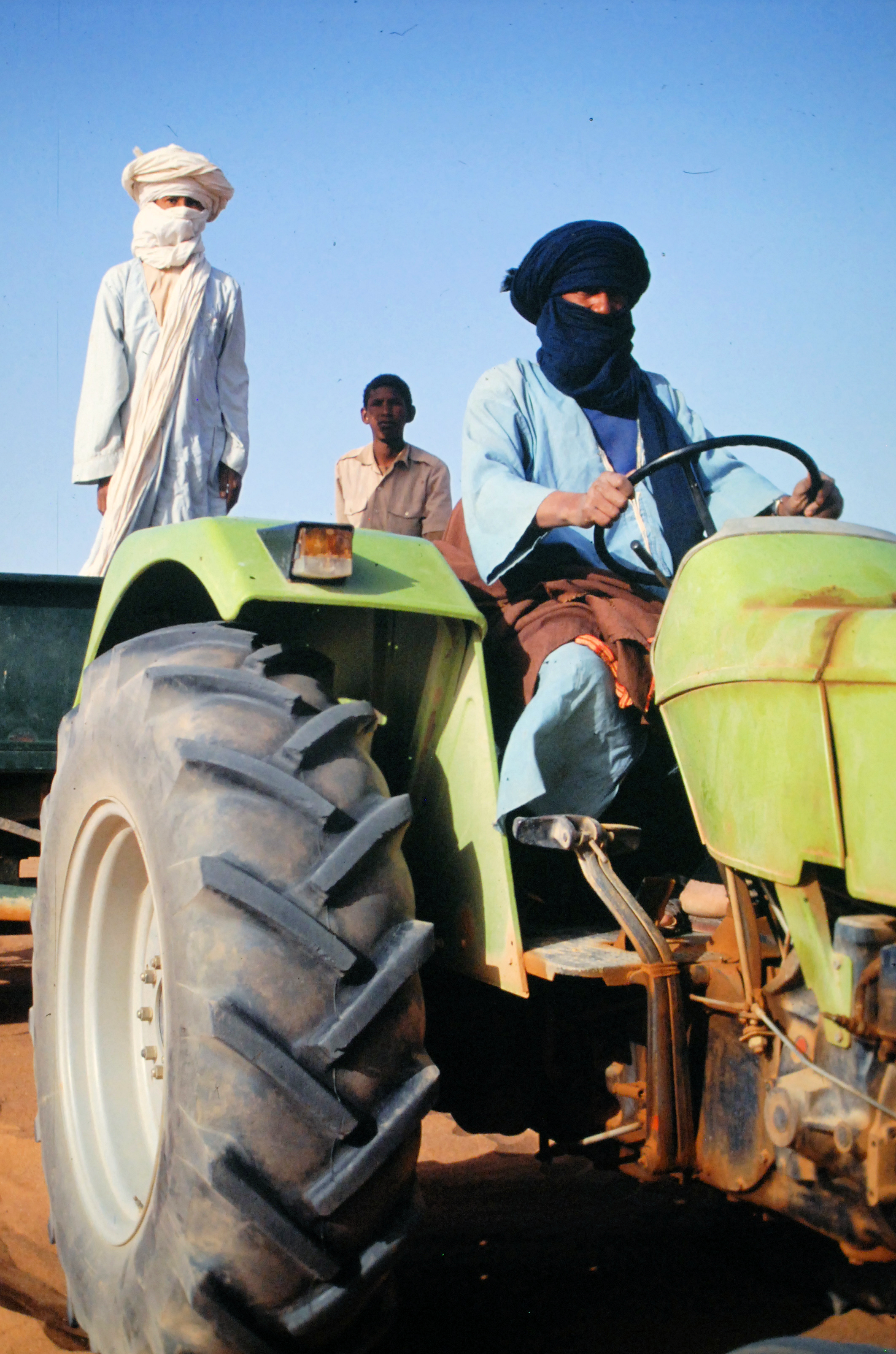
1991: Kel Ajjer-Tuareg unterwegs bei Bauarbeiten
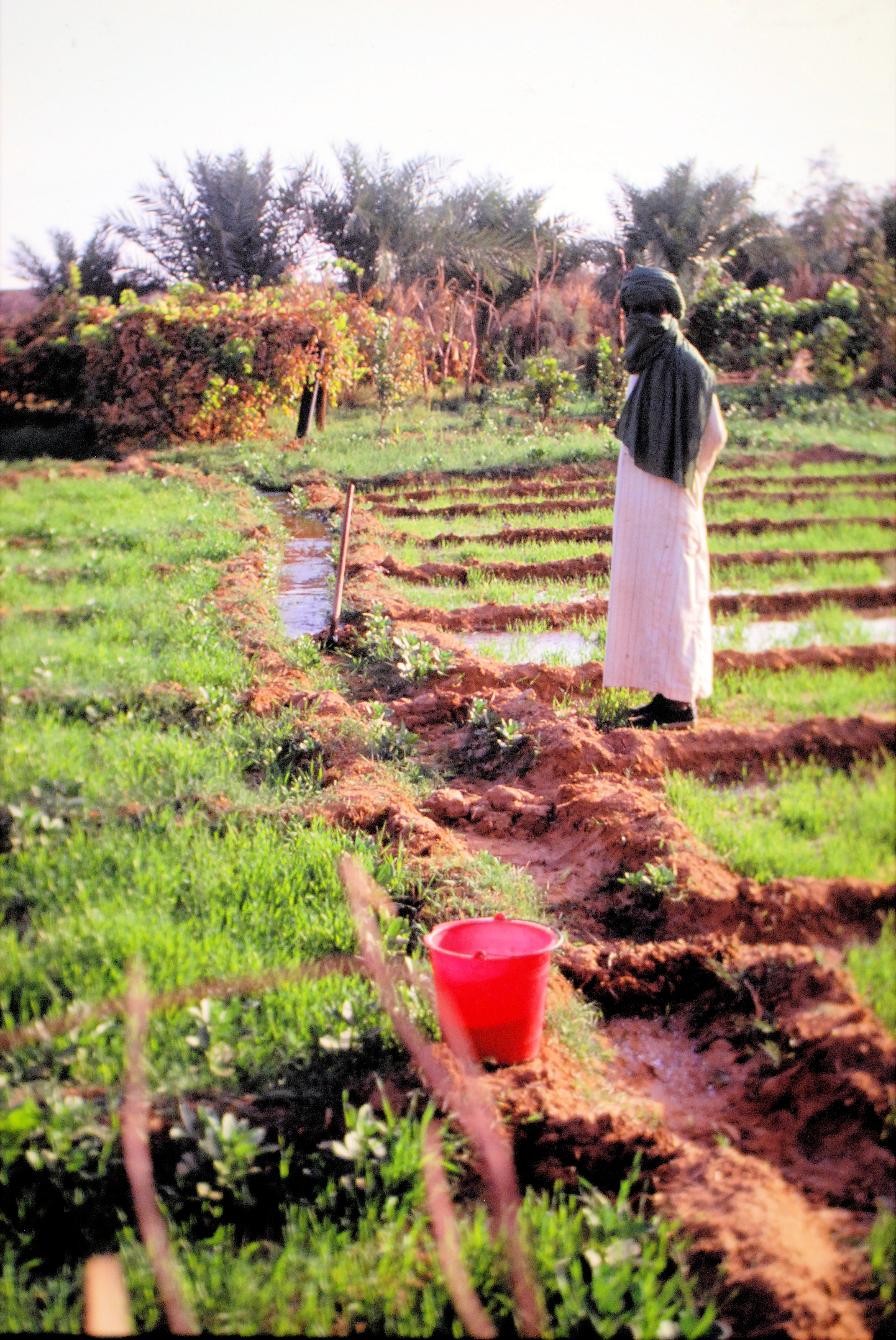
1991: Ein Kel Ulli beim Bewässern seines Gartens bei Illizi

#### Entwicklung des Nomadentums
Die Zahl der nomadisierenden Kel Ajjer ging nach der Unabhängigkeit weiter zurück, was ja von der Politik damals auch gewünscht wurde. Die Dürrejahre ab 1970 verstärkten noch diese Tendenz, denn damals gingen große Teile ihrer Herden zugrunde. In den 1980er- und 1990er-Jahren hielt der Trend an. Oft waren jetzt nur noch Halbnomaden anzutreffen. Die Frauen und halbwüchsigen Kinder betreuten die Ziegenherde, vielleicht noch mit einzelnen Kamelen oder einer Schar von Eseln für Transporte. Die Männer aber gingen einer Lohnarbeit nach, in der nächsten größeren Oase oder auf Ölfeldern oder als Parkwächter im Tassili n'Ajjer-Nationalpark. Die Frauen waren dabei sehr selbständig, wie früher, als ihre Männer mit Karawanen unterwegs waren. Im Gebiet der Kel Ajjer und Ahaggar, so eine Schätzung von 2003, nomadisierten noch etwa 3000 Personen, was 10 bis 15 % der dortigen Tuareg entsprach.

#### Tourismus als Chance
Eine neue Chance zur Verbesserung ihrer Lebenssituation bot der Tourismus. Ihre Kamele einer lokalen Tourismusagentur zu vermieten und als Kameltreiber, Koch, Guide oder Schofför zu arbeiten, gab vielen die Möglichkeit, weiterhin in ihren Nomadenlagern im Tassili n'Ajjer zu leben. Auch das Kunsthandwerk profitierte von der Kauflust der Touristen. Einige der adligen Familien hatten darin ihre Chance gesehen, Reiseagenturen aufzubauen und Geländefahrzeug anzuschaffen. Sie allein hatten Zugang zu Krediten für Investitionen in diesen Sektor. Der Tourismus entwickelte sich in den 1970er-Jahren, und der Aufschwung dauerte bis 1991.
Im Jahr 1982 erklärte die UNESCO das Tassili n’Ajjer zu einem Weltkulturerbe. Das hatte zur Folge, dass die algerische Regierung das Nomadentum als Teil des kulturellen Erbes anerkannte. Touristische Zentren dieser Epoche waren Djanet und Illizi. 1989 zählte man in Djanet 8200 Touristen.
Der Tourismus wurde für die Kel Ajjer (und auch für die Kel Ahaggar) zu einer wichtigen Säule, um die Weidewirtschaft beizubehalten. Sie betrachten ihn auch heute noch als „ihre Industrie“. Doch der Massentourismus der 1980er-Jahre und auch der „wilde“ Tourismus, also ohne Einbezug von lokalen Führern und Reiseagenturen, zeigte auch seine negativen Folgen, vor allem eine schwerwiegende Umweltzerstörung, einschließlich erheblicher und irreversibler Schäden an Felszeichnungen und anderen archäologischen und kulturellen Stätten.
1992, nach dem abgesagten 2. Wahlgang ins Parlament Algeriens, der dem FIS die Mehrheit gebracht hätte, begann ein Bürgerkrieg zwischen der Armee und dem FIS. Der Süden des Landes war zwar viel weniger davon betroffen, war aber während 8 Jahren, bis 1999 vom Rest der Welt praktisch abgeschnitten. Das hatte schwerwiegende Folgen. Nicht nur direkt vom Tourismus Abhängige verloren ihre Existenzbasis. Auch etwa 80 Parkwächter des Nationalparks wurden entlassen. Viele Kel Ajjer mussten wegziehen, auf die Öl- und Gasfelder bei In Aménas und Hassi Messaoud oder nach Ghat im nahen Libyen, wo der Tourismus gerade aufzublühen begann.
Nach 1999 verbesserte sich die Sicherheitslage, und es kamen wieder Touristen. Der nächste Rückschlag erfolgte 2003 mit den Geiselnahmen von europäischen Touristen im Tassili-n'Ajjer-Gebiet durch die algerische Salafisten-Gruppe GSPC. Dennoch verzeichnete Djanet in diesem Jahrzehnt jährlich 5000 bis 6000 Touristen. Doch 2011 blieben sie aus. Es waren die innerstaatlichen Konflikte in den Nachbarländern Libyen, Mali und Niger sowie der Jihadismus, denn militante FIS-Aktivisten waren von der algerischen Armee in den Süden gedrängt worden und formierten sich dort als Jihadisten, die auch die Sicherheit in den östlichen und südlichen Grenzregionen Algeriens beeinträchtigten.
Erst seit etwa 2022 sind wieder geführte Touren durch lizenzierte algerische Anbieter mit ausländischen Touristen erlaubt. Wer mit eigenem Fahrzeug kommt, muss ab Grenzübertritt einen lizenzierten Führer mitnehmen.
Dies soll nicht nur die Sicherheit der Touristen gewährleisten, sondern auch dafür sorgen, dass die Vorschriften zur Erhaltung der schutzwürdigen Natur- und Kulturgüter eingehalten werden.
Auf der Webseite des französischen Außenministeriums wird (Stand Januar 2025) das gesamte Gebiet der Kel Ajjer auf algerischer Seite entweder als Gebiete deklariert, von denen ausdrücklich abgeraten wird (in Grenznähe) oder als Gebiete, von denen abgeraten wird, außer aus zwingenden Gründen. Trotzdem vermeldete der lokale Tourismusverband von Djanet und Umgebung für die Saison 2023/24 den Besuch von 21000 algerischen und 11000 ausländischen Gästen.

### Die Kel Ajjer in Libyen
Nach der Abspaltung der libyschen Kel Ajjer von jenen, die sich Frankreich unterstellt hatten, kooperierten diese weiterhin mit der Sanusiya und unterstützten sie im Widerstand gegen die Kolonialherrschaft Italiens. 1952 wurde Libyen in die Unabhängigkeit entlassen. König wurde das Oberhaupt der Sanusiya, Idris I. Dies ermöglichte ihnen nun einen leichten Zugang zu Bildung und die Übernahme von Führungspositionen. Die Tuareg verstanden es, diese Privilegien auch nach dem Umsturz von 1969 durch entsprechende Loyalität aufrechtzuerhalten.
In jenem Jahr kam durch einen Militärputsch Muammar al-Gaddafi an die Macht.
Der libysche sozialistische Staat Gaddafis propagierte, dass sich alle Bürgerinnen und Bürger des Landes als libysche Araber fühlen sollten, und dass das libysche Arabisch wichtiger Ausdruck libysch-arabischer Identität sei. Nicht-arabische Minoritäten wurden als arabische Volksstämme deklariert, sie wurden politisch, kulturell und sprachlich unterdrückt. Arabisch wurde einzige Staatssprache. Dies hatte zur Folge, dass es für die Kel Ajjer sehr wichtig wurde, das libysche Arabisch zu verstehen und zu sprechen, z. B. am Arbeitsplatz, denn zwei Drittel der Erwerbstätigen arbeiteten im staatlichen Sektor. Und im Laufe der 41 Jahre der Herrschaft Gaddafis und der staatlichen Indoktrination hatte dies zur Folge, dass sich ein Großteil der Kel Ajjer heute in erster Linie als Libyer und als Tuareg erst in zweiter Linie fühlt.
Die Dürre-Jahre in den 1970er und Anfang der 1980er Jahre bewirkten, dass die meisten libyschen Tuareg ihr Nomadentum oder den landwirtschaftlichen Anbau aufgaben und in den Staatsdienst eintraten oder Büroarbeit annahmen. Land bebauen oder Palmpflanzungen pflegen war nur noch ein Nebenverdienst. - Heute leben die meisten Kel Ajjer-Tuareg in den Städten Ghat, Al Barakat und Ubari. Etwa 4500 Kel Ajjer leben in Ghadames, 560 km weiter im Norden.

#### Nach dem Machtwechsel von 2011
Bei den Unruhen und dem Bürgerkrieg, die 2011 zum Sturz Gaddafis führten, war Ghat die letzte Stadt Libyens, die den Machtwechsel anerkannte. Mehrere Chefs der Stadt- und
Provinzbehörden von Ghat wurden später von der Integritäts-Kommission ihres Amtes enthoben, weil sie mit dem alten Regime zu sehr verbandelt waren.
Als Folge dieser Regimetreue gab es 2011 und später Repressionen und Angriffe auf Tuareg. Dies traf im Besonderen auf die Kel Ajjer-Tuareg in Ghadames zu. In dieser Stadt von etwa 15'000 Einwohnern waren die Tuareg eine Minderheit von etwa 30 %, andere Berber-Volksgruppen bildeten eine Mehrheit. Diese warfen den Tuareg vor, dass ihre lokale Miliztruppe während der Revolution im Auftrage von Gaddafi vermutete Rebellen gejagt und eingesperrt habe, um sie unter Folter zu Aussagen zu zwingen. Nach dem Sturz des Regimes kam es zu bewaffneten Zusammenstößen zwischen diesen Volksgruppen. Viele Tuareg flohen vorübergehend nach Dirj, 30 km östlich der Stadt, oder über die nahe algerische Grenze.
Als es 2014 in Libyen zu einem Bürgerkrieg zwischen verschiedenen neuen Akteuren kam, bildeten die Tuareg eine eigene Miliz: Tuareg militias of Ghat (TMG), die das Gebiet zwischen Ghat, Ubari und Ghadames kontrollierte. Das ebnete ihnen den Weg zur Autonomie. Damit waren sie in ihren politischen Rechten weiter als alle anderen Tuareg-Volksgruppen in den entsprechenden vier anderen Staaten.

## Kultur der Kel Ajjer

### Kel Ajjer in Algerien
In den ersten zwei Jahrzehnten nach Erlangung der Unabhängigkeit drängten die Behörden darauf, dass möglichst alle Kinder zur Schule gingen. Da die Tuareg befürchteten, ihre Kinder würden dabei ihrer Kultur entfremdet, schickten sie viel weniger Mädchen zur Schule, denn es waren die Mütter, die ihren Kindern die kulturellen Werte der Tuareg weitergaben. - In den 1990er-Jahren ging der algerische Staat auf die alten Forderungen der Berber des Nordens ein, ihre eigene Kultur und ihre Sprache als Teil der algerischen Identität anzuerkennen. Davon profitierten auch die Tuareg. Ab Schuljahr 1995/96 wurde unter anderem in Djanet in einer Versuchsklasse Tamahaq, die Sprache der nördlichen Tuareg, gelehrt. 1995 wurde in Djanet ein Lokalradio eröffnet, mit einem Programmteil in Tamahaq. 2005 richteten die Verantwortlichen der Kette der nationalen Radiosender in den betreffenden Lokalradios einen täglichen zweistündigen Programmteil in der Tuaregsprache ein. Ab 2007 gab es im öffentlichen Fernsehen alle 4 
Tage eine Nachrichtensendung in Tamahaq,

### Kel Ajjer in Libyen
In einer Studie von 2017 unter Kel Ajjer-Tuareg in den Städten Ghat und El Barakat ging es darum, wie weit ihre Sprache, das Tamahaq, noch gebraucht wird. Dabei zeigte sich, dass die Befragten es wichtig fanden, dass ihre Sprache erhalten bleibe. In der Realität aber war der Gebrauch seit längerem zurückgegangen. Je jünger die Befragten, desto weniger Sprachkenntnisse waren vorhanden. Außer in der Gruppe der älteren Kel Ajjer erklärte ein Großteil, dass sie sich in Arabisch am besten ausdrücken könnten. - Doch, wie in der Studie betont wird, um in eine Kultur eingebettet zu sein, seien auch andere Faktoren sehr wichtig, wie das Pflegen kultureller Traditionen, Kenntnisse ihrer gemeinsamen Geschichte und diese Kenntnisse weiterzugeben, der Besuch von Zeugnissen archäologischer Felsritzungen ihrer Vorfahren (in Tifinagh). Allerdings was die traditionelle Bekleidung und Verschleierung der Tuareg betrifft, so seien sie nur noch bei älteren Männern anzutreffen, die anderen trügen sie noch bei touristischen, festlichen und anderen sozialen Anlässen.
Die Verbindung der libyschen Kel Ajjer mit den Kel Ajjer über der Grenze in Algerien scheint noch sehr stark zu sein. Als Beweis dafür werden angeführt: der gemeinsame Kampf während der Kolonialzeit, Verwandtschaften hüben und drüben, häufige gegenseitige Besuche, auch Heiraten über die Grenze hinweg, ihre gemeinsame Sprache.
Die Schlussfolgerungen des Studienautors:

„Die libyschen Tuareg beschlossen, sich der größeren Gemeinschaft der Araber anzuschließen und wie andere Libyer eine angesehene politische Stellung, kostenlose Bildung, Gesundheitsfürsorge, Beschäftigungsmöglichkeiten sowie die Dienstleistungen des Staates anzunehmen)“

### Kulturelle Veranstaltungen

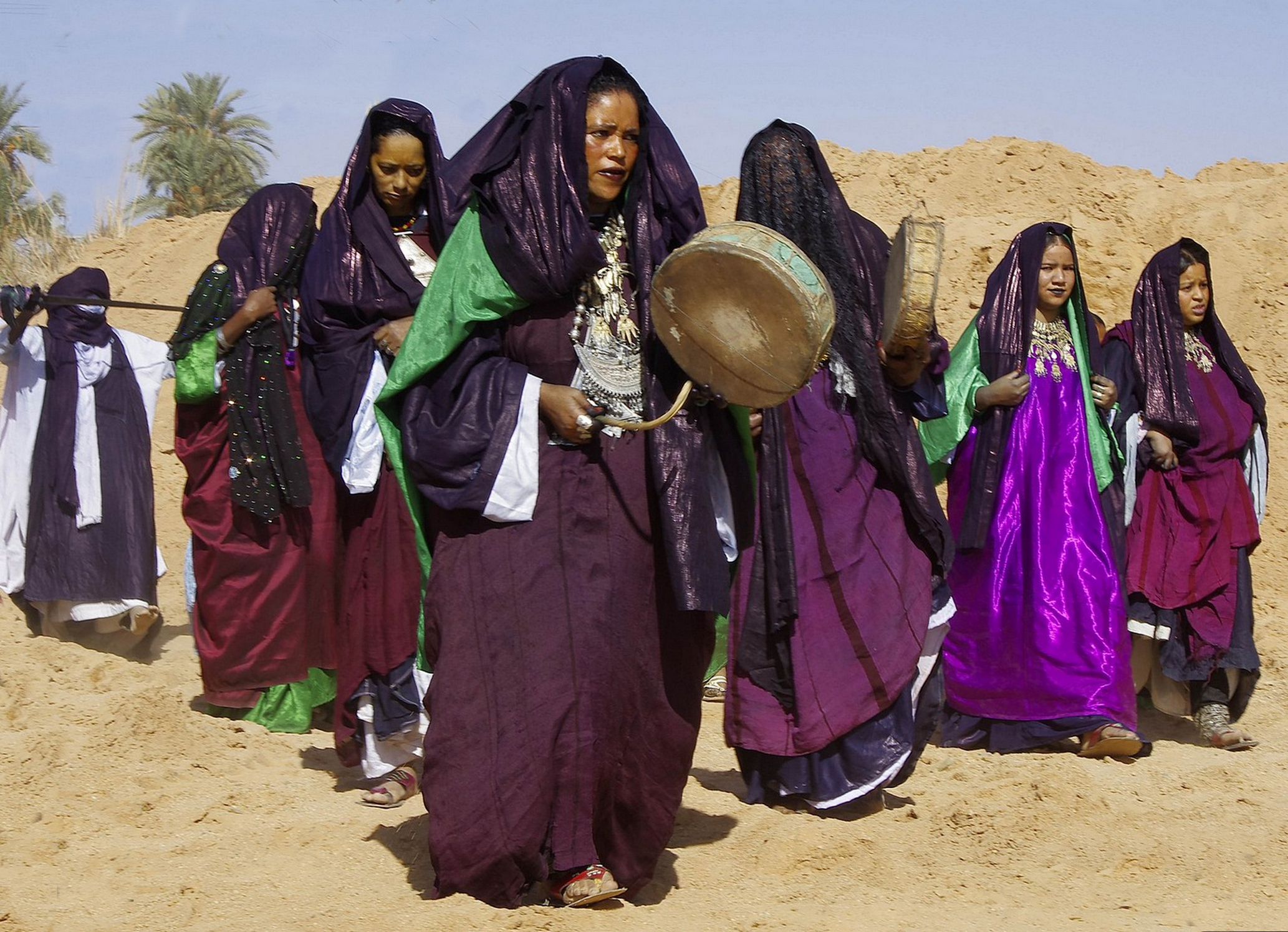
Die Targias beim Sebiba-Fest in Djanet
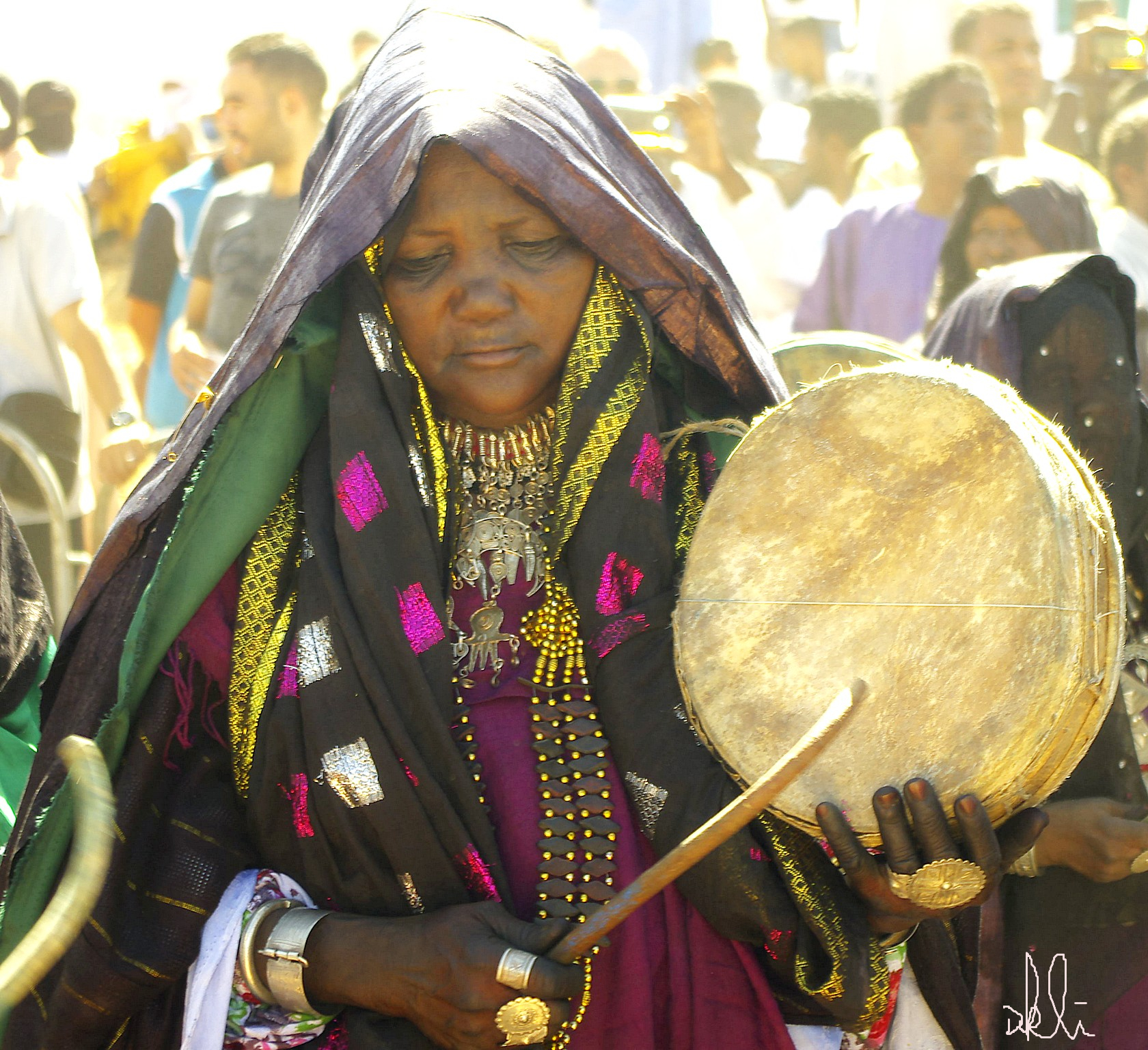
Eine Targia beim Sebibafest
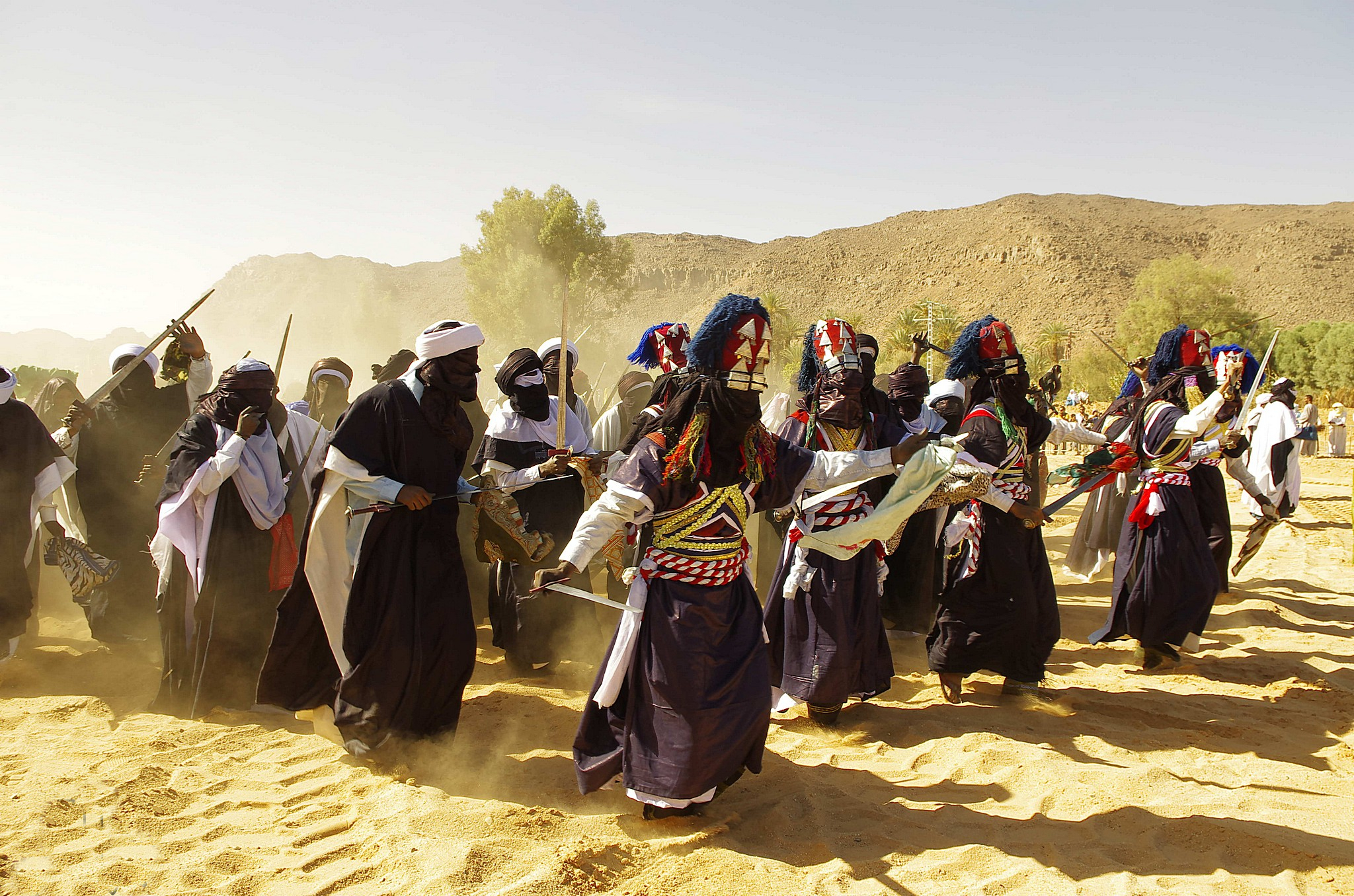
Die Kel Djanet-Tänzer beim Sebiba-Fest in Djanet
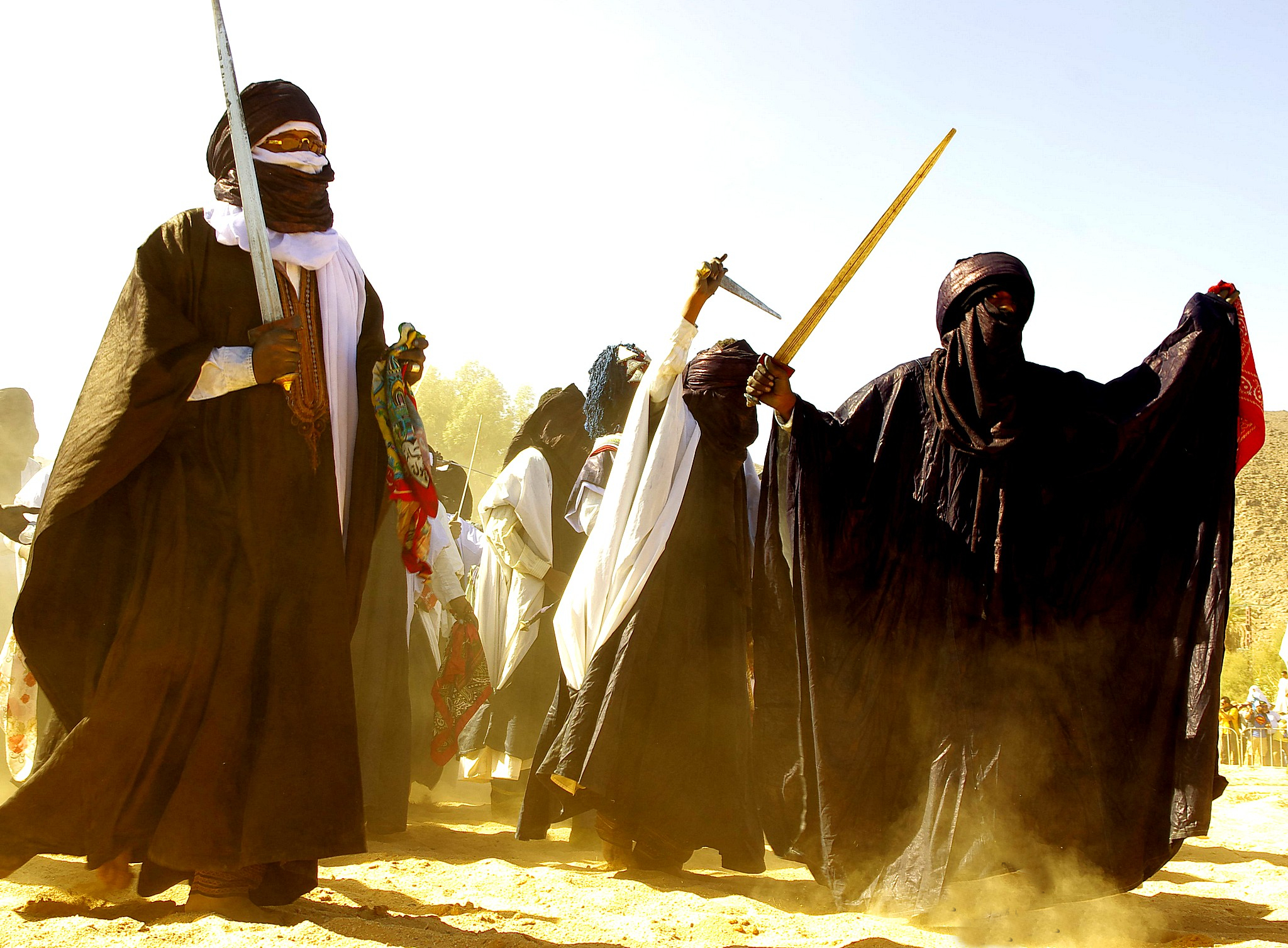
Die Kel Djanet-Tänzer mit ihren Takouba-Schwertern

In Djanet wird jedes Jahr vor dem islamischen Aschura-Tag das zehntägige Sebiba-Tanzfest veranstaltet. Zurück geht es gemäß einer Legende auf einen Streit zwischen den Bewohnern der Siedlungen El Mihan und Azellouaz in Djanet. In einem neuntägigen Wettbewerb zwischen Tänzern sowie zwischen Sängerinnen wird ermittelt, wer am zehnten Tag, dem Sebiba, auftreten darf. Die Tänzer sind als traditionelle Krieger gekleidet, die Sängerinnen tragen Kopftücher, die den Frieden symbolisieren. Die Rituale und Zeremonien sind ein wichtiges Merkmal der kulturellen Identität der Kel Ajjer, stärken den sozialen Zusammenhalt, und indem sie Rivalitäten spielerisch ausleben lassen, helfen sie, soziale Spannungen auf friedliche Weise zu entschärfen. Die Rituale und Zeremonien der Sebiba wurden 2014 zum UNESCO-Weltkulturerbe erhoben.
Das Ghat-Festival (auch Ghat Tourism Festival genannt) findet traditionell jeweils gegen Ende Jahr statt. Dabei werden Traditionen der Tuareg wieder gepflegt. Viele Tänze werden aufgeführt, und ein Höhepunkt ist das Kamelrennen. Daneben wird auch traditionelles Handwerk zum Verkauf angeboten.
Als ein Zeichen des kulturellen Aufbruchs nach dem Umsturz von 2011 in Libyen wurde das Tuareg-Festival für Gesang und Musik in der Stadt Al Barakat (auch Barkat oder Birket genannt), 8 km südlich von Ghat, gegründet. Initiatoren waren junge Aktivisten aus der Stadt. Das Festival soll eine Hommage an das Erbe ihrer Vorfahren sein und soll mithelfen, das kulturelle Erbe der Tuareg zu bewahren und die Bedrohung ihrer Sprache, Bräuche und Traditionen bewusst zu machen. Die erste Durchführung war im November 2013, und es kamen 11 Musikgruppen. 2015 fand die zweite Durchführung statt, dank großem Einsatz von jungen Leuten aus der Region. Es wird berichtet, dass später auch Poesien vorgetragen und Theaterstücke in Tamahaq aufgeführt wurden.

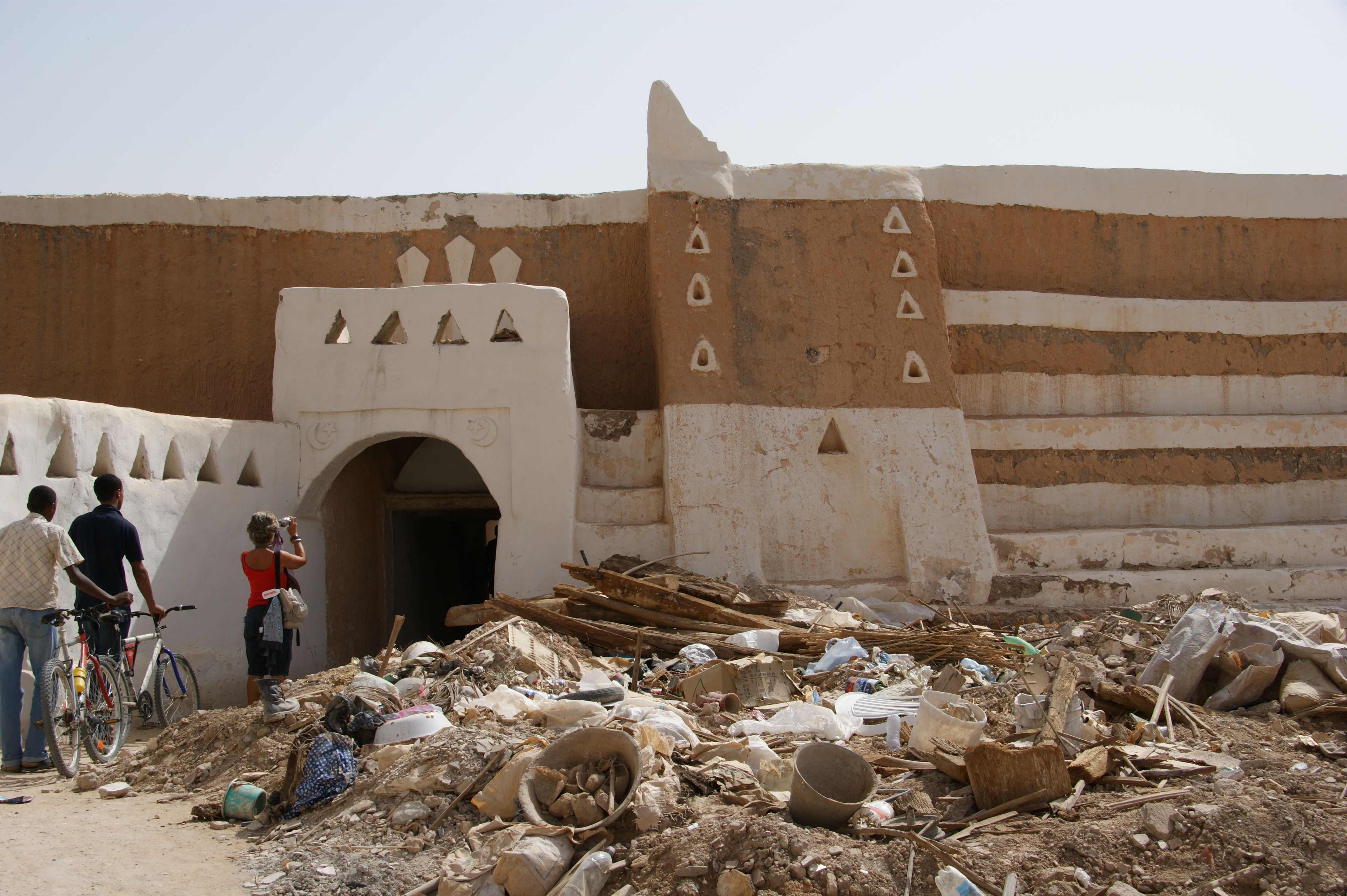
Ghadames - Tor zur Altstadt
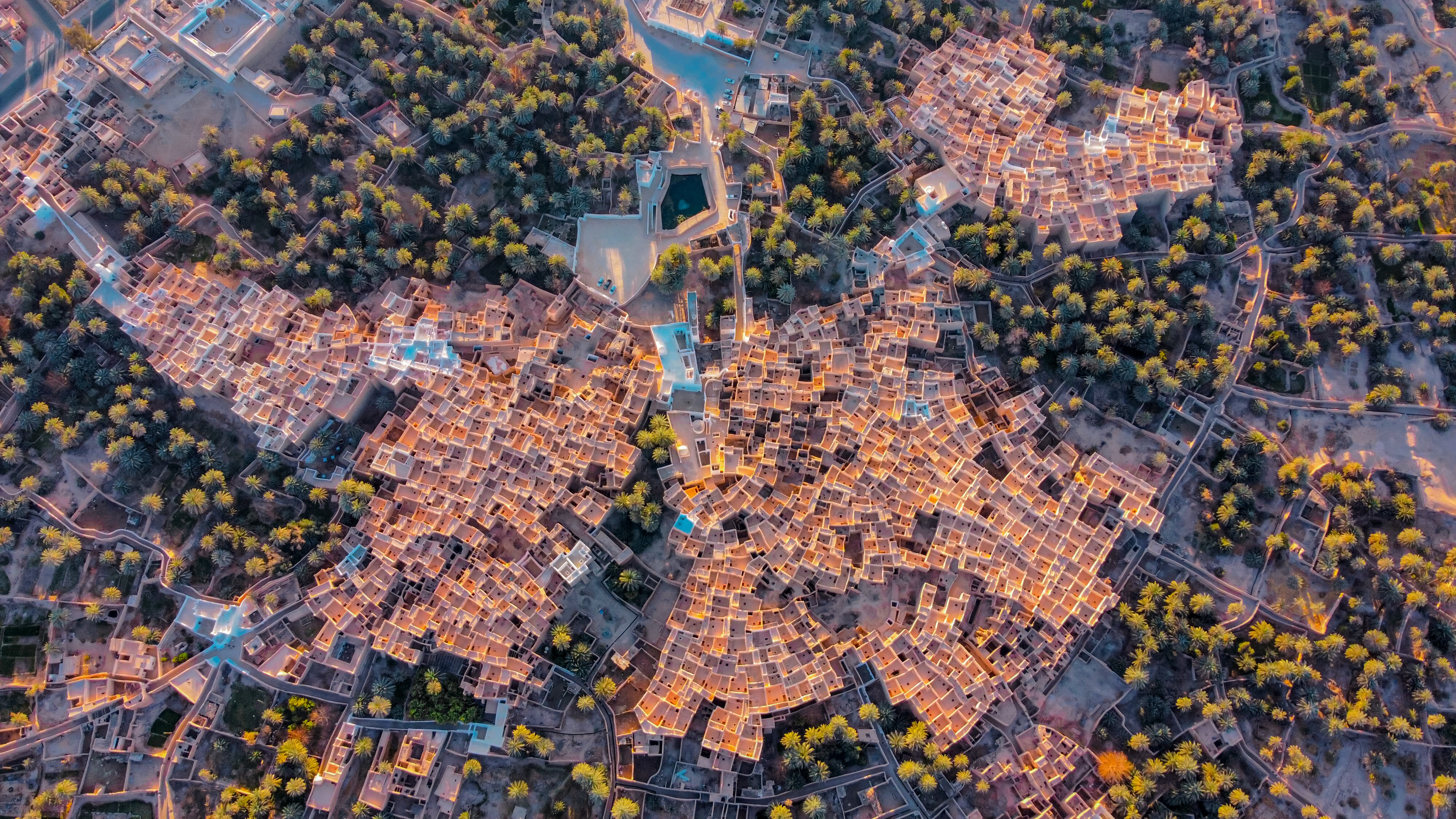
Ghadames - die Altstadt aus der Vogelschau

In Ghadames findet jeweils im Herbst an drei Tagen das Ghadames Festival statt. Auch hier werden die Traditionen der Tuareg-Nomaden und auch jene der anderen Berbergruppen zelebriert. Es gibt Gesangs- und Tanzvorführungen und außerhalb der Stadtmauern Kamel- und Pferderennen. Traditionelles Handwerk wird vorgeführt und angeboten. Beeinträchtigt wird der Anlass, so wie auch der Tourismus in der Stadt allgemein, durch die Konfliktsituation in Libyen und dadurch, dass der Status der Altstadt von Ghadames als UNESCO-Weltkulturerbe als bedroht deklariert wird.